# Rewrite (ゲーム)
『Rewrite』（リライト）は、ビジュアルアーツのゲームブランド・Keyより2011年6月24日に発売されたWindows用恋愛アドベンチャーゲーム。

## 概要
企画はKeyブランドでは初めて樋上いたるが担当し、メインシナリオライターに田中ロミオを迎えて制作された。そのため今まで発売したKey作品とは毛色が異なり、バトル要素が全面に押し出されている。

## パッケージ作品一覧
コンシューマー版の発売元は全てプロトタイプ。
Rewrite（PlayStation Portable版）
2014年4月17日発売。
PC版でボイスがあてられていなかったモブキャラクターにボイスがあてられ、主人公を除くフルボイスとなった。また、サブキャラクターの井上に立ち絵が追加されている。
Rewrite（PlayStation Vita版）
2017年5月18日発売。PSP版での追加要素に加え、PS Vitaに合わせたタッチ操作が可能となっている。また、「色合い調整機能」によりグラフィックをPS Vitaに合わせたものからPC版に近いものに変更することができる。
Rewrite Harvest festa!（リライト ハーヴェストフェスタ！）
2012年7月27日に発売されたPC用ゲーム。2017年5月18日にはPS Vita版が発売。
Rewrite（PlayStation 3版）
2015年2月11日発売。1280×720ピクセルのHD画質となった。ゲーム容量増加に伴い、ボイス・BGMのクオリティーがアップしている。
Rewrite＋（リライトプラス）
2016年7月29日発売。『Rewrite』と『Harvest festa!』の2作を一つのパッケージに収録したもの。2021年10月15日にダウンロード版が販売された。
『Rewrite』は家庭用版での追加要素に加え、田中ロミオによるシナリオ加筆・改訂が行われた。また、新規のCGが追加されたほか、演出の強化もされている。
Rewrite（PlayStation 4版）
2017年3月23日発売。当初は3月16日発売予定だったが、PS4 proに対応するために延期された。
ゲーム内容は『Rewrite＋』に合わせられているが、『Harvest festa!』は収録されていない。1920×1080ピクセルのフルHD画質となった。

## あらすじ
文明と自然の調和を図る都市・風祭。この街にある風祭学院高校に主人公・天王寺瑚太朗は通っている。秋の収穫祭が近づくにつれ、瑚太朗の周囲では非日常的な出来事が頻発するようになる。残り少ない学園生活に対し焦りを感じていた瑚太朗は、自分を変えようと動き始める。
瑚太朗は、森遊びをしていた昔馴染みの神戸小鳥を迎えに行った夜を境に、心霊現象に悩まされるようになってしまう。オカルト研究会の会長である千里朱音に原因不明の出来事を相談したところ、瑚太朗は無理やりにオカルト研究会に入らされてしまう。自分を変えるため瑚太朗は小鳥をオカルト研究会に誘い、部活に打ち込むことを決意する。研究会員になった瑚太朗は、知り合いを巻き込んで謎の調査へ乗り出していく。

## 登場人物
原画は全て樋上いたるが担当。登場人物の名前の多くは、大阪およびその周辺地域の地名・駅名に由来する。いたる曰く「まだ1人で企画書を作っていた時に、名前が無いとわかりにくいので、仮に付けた名がそのまま残っている」という。
担当声優はゲーム版 / テレビアニメ版の順に記載。1人しか記載がない場合は同一のものとする。

### 主要人物
天王寺 瑚太朗（てんのうじ こたろう）
声 - 森田成一（本編一部、Harvest festa!全編）
身長：176cm、体重：65kg、3サイズ：92/72/92（Rewrite IgnisMemoriaにて判明）、誕生日：5月2日
主人公。風祭学院二年生。お調子者で人を食ったような性格をしている。知り合いや友人はそれなりに多いが親友や恋人と呼べる親密な知人はいない。青春を謳歌しようと自分なりに努力しているが成果は上がらず、焦りを覚えていた頃に「幽霊」に遭遇し、学園の魔女と呼ばれるオカルト研究会の会長に相談しにいったところオカルト研究会に所属させられることになり、そこを気の合う仲間との青春の場にしようとする。
子供の時に念じることで自身の身体能力を強化する能力に目覚め、その力で身体能力を上げてきたためあまり努力したことがない。しかし一度上げた能力は戻らないため日常生活にも影響し、更に使用時に自分の大事なものが消耗されたような脱力感を伴うことから無闇に使わないようにしている。
過去に能力で強化した力で騒ぎになりかけるなどの経験を経て、人と上手く交じることが出来なくなった。誰かにとっての特別な人、特定の場所にとって欠かせない人といった「どこかの誰かになれますように」と願う本質的に孤独な性格。そのためオカルト研究会で励もうとするが、星の化身「鍵」を巡る二大組織の影響で再び居場所を失い、それでも大切な誰かを守ろうとするのが本作の個別ルートとなる。
当初は知らなかったがオーロラのようなエネルギーを右手から生み出せる。瑚太朗の意思や認識や状態によって形状や性質が変化し、ルートによっては魔物リーフドラゴンとの遭遇を経て使えるようになったその力を駆使していくことになる。初期の形状は三枚の刃が重なったブレードで、切れ味は普通の物を斬るならともかく魔物相手には微妙なものでわりと簡単に壊れてしまう。工夫次第で硬化させずに傷口に埋め込んで血止めに使ったり、硬化のタイミングを調整することで動脈の血圧を利用した針状の目潰しなどに使える。身体能力同様にリライト能力で強化され、超人としての方向で強化した瑚太朗ならば剣や槍のような武器として強力な魔物との戦いにも耐えうる強度を持つようになり、魔物使い寄りならばオーロラは半自動で戦い超人にも対抗できる本能を持った獣状にすることも出来るようになる。Moon編では液状のオーロラを空中に放出し硬化させることで魔物を複数切り裂く技を奥の手として使う。Terra編では後述の通り、鍵のリボンを埋め込まれていないのでオーロラ状にはならないが、最終的に過剰なリライトによって人間を超越した結果、リボンなしでもオーロラへと変化した。また、オーロラで身体の欠損部を補う事も可能になった。
実は小鳥たちよりも十歳ほど年上。汚染系超人としての能力「血液操作」を持ち、ある時ガーディアンにスカウトされた。任務中に偶然鍵と接触し、確保あるいは殺そうとするも返り討ちにされ重傷を負うが、魔物使いである小鳥により鍵のリボン（アウロラ）を右腕に埋め込まれて契約する形で蘇生した。その結果、半魔物といえる状態になり成長しないまま数年の昏睡状態を経て目覚め、外に出ることを願ったことでガーディアンによって記憶を消されて現在に至る。本人の自覚は薄いがその際の後遺症で突然記憶や価値観が変動することがあり、クラスで浮いていたのもそれが一因である。
今も傷口を塞ぐために小鳥を通じて風祭市の森のパワースポットから供給を受けているため、仮にパワースポットが消えれば小鳥の命を吸い出し、契約が解ければ傷が開きリライト能力を失うなどのリスクを孕んだ身体であるが、本人の自覚はない。一方でリボンのアウロラは人間一人分に匹敵するエネルギーを持ち、瑚太朗はリライト使用時などにそれを消費することが出来るため、結果的に普通の人間の倍の生命力を扱えることで潜在的な力は非常に高い。右腕から現れるオーロラは血液操作がリボンの影響で変化したもの。そのため、壊れると血に戻り多用すると貧血になる。
また、超人でありなら魔物使いの資質も持ち、ルートによっては朱音から訓練を受けてリーフバードなどの小さな魔物ならば操れるようになる。魔物使いとしてのランクは「C+」。
「Moon」ルートでは無数の現世から投影されたMoon世界に現象として出現し、その世界において唯一の存在だった鍵の少女“篝”とコミュニケーションを試みては何度も殺されて再出現し、一向に理解できない彼女を理解しようと自分を篝に近づくようにリライトした結果、人智の及ばない領域に近い存在になる。何度もの死亡と復活の中で篝に好感を持つようになり何者かが彼女を害するために送り込む魔物から彼女を守るようになるが、篝の目的が生命の生存の可能性を生み出すことであり、自分がその反作用として出現した篝を殺すための現象であること、篝を殺すために魔物を送り込んでくる加島桜がその役割を取ったことで瑚太朗はその役割から外れたことを理解し、篝を守るために現世で瑚太朗の仲間としての深い縁を持った人物たちをMoon世界に実体化させ、共に魔物と戦うこととなる。
「Terra」ルートでは、Moonで瑚太朗が生み、篝が理論に組み込んだ“いつか君に会いたい”という想いが作り出した新たな可能性であるガーディアンの任務中に出会う鍵を逃がす選択により、昏睡状態に陥ること無くガーディアンに所属したまま紛争地域での仕事も経験し、江坂に認められるほどの戦士へと成長する。この関係上、鍵のリボンを埋め込まれていないので、血液操作はオーロラへと変化せず、リライト使用時も自信の命を削ってしまう。しかし、とある任務中にガーディアンの容赦ないやり方に疑問を感じて任務を放棄。そして、再会した鍵“篝”と出会い、彼女に良い記憶を見せるためにガーディアンとガイアの二大組織の争いを両者が秘匿する命の力の利用方法を開示することで終わらせようと両組織を渡りながら奔走することとなる。
多くの人を殺し、仲間や恩師までをも裏切りながら戦い続けたその果てに、過剰なリライトにより先駆者となって咲夜と交替しながらも良い記憶を見せることに成功するが、既に滅びを止められなくなっていた篝を殺害後、彼女と融合し一本の樹木となる（ただし改訂版の『Rewrite+』では「先駆者」の部分がカットされている）。
氷河時代を迎えた十数年後、成長した小鳥、ちはや、朱音、静流、ルチアとの契約により樹木の中より魔物として召喚され、物語は終焉する。
キャラクター人気投票では8位。
アニメ版第1期ではオカ研崩壊後、突然意志を持って現われた篝に振り回されつつも小鳥の隠れ家までたどり着き、篝を守る為に咲夜と特訓を繰り返し、その中で朱音以外のメンバーと合流。共にガーディアン、ガイア両方から篝を守るために戦うも、ミドウの襲撃と同時期に加島桜による鍵の強制発動が開始される。それでも篝を守る為に江坂とも戦い、最後は篝と共に巨大な木の中に消えた。第2期ではゲーム版『Moon』及び『Terra』ルートと立ち回りは同じ。最後は魔物として召喚された後、かつての姿を取って月世界の篝と再会を果たした。魔物として召喚された際は長髪で顔は描かれず、咲夜と同じ執事服を着ていた。
神戸 小鳥（かんべ ことり）
声 - 斎藤千和
テーマ曲 - 「ニリンソウ」
身長：156cm、体重：44kg、3サイズ：83/54/83、誕生日：7月26日
ヒロインの一人。風祭学院二年生。瑚太朗の昔馴染みでクラスメート。元気いっぱいで小動物っぽいところもあり、瑚太朗との掛け合いはバッチリ。瑚太朗が暴走した時には「ぎゃるぱんち」等を振るうが、まったく痛くなく逆に癒し効果になる。しかし学校は休みがちで友達はほぼいない。郊外の森でよく昼寝をしている。学校を休んだ際に「緑を増やそう委員会」を押し付けられたがうまくやっており、ガーデニングの才能もあってアイドルのような扱いを受けている。瑚太朗の部屋のベランダのガーデニングも小鳥によるもので頻繁に世話をしている。
小さな幸せがあれば十分というタイプで、小銭や特売に目が無い。かなりの癒し系で、瑚太朗からは「人を殴ることでさえ相手を和ませる」と評される。お気に入りの店は某全国チェーン店のパクリである「ヅャスコ」。また貞操観念が強く「ふしだらNG」と瑚太朗のスキンシップは大抵ブロックしている。物語開始前の中学卒業時に瑚太朗に告白されているが、ある理由から断っている。
実はドルイドの秘術を受け継いだ「魔物使い」である。家族旅行の帰りで事故に遭い、両親は死亡。森を駆けずり回っていたところドルイドの継承を行う「宿り木」に触れ、蘇生の術があるということから継承した。以降､ドルイドの使命として鍵を守ることとなった。学校を休みがちなのは森に工房を構えて魔物をこまめに作成しているからで、木人など風祭の都市伝説の内、かなりのものが小鳥の作った魔物が正体である。両親の遺体をヤドリギに記された蘇生の術で魔物化しているが、それは心がない人形にするようなものであり小鳥が望んだものではなく、両親が昔のようになることはないと悟ってからは呪いと思っている。
両親を失った小鳥にとって唯一に近い繋がりが瑚太朗であったため、10年ほど前に鍵によって重傷を負わされた瑚太朗をドルイドの知識の一つである鍵との交渉法を使いリボンの断片を受取り、それを傷に埋め込み魔物使いの能力で瑚太朗と契約を結ぶ形で蘇生させた。現在の性格の瑚太朗に対して恋をしているが、瑚太朗の性格が蘇生させる前と後で小鳥が知るものとは正反対になったため「魔物化させたことで自分の願望が反映されたのではないか」という疑念が負い目になっている。両親の心が戻ることはないという現実を理解したあとも生活を犠牲にドルイドを続けていたのは今もなお瑚太朗の重傷を魔物使いの力で塞いでいることと、今の瑚太朗の人格が魔物であるならば契約が解ければ消えてしまうかもしれないと恐れたため。
「Terra」ルートでは、幼少時の姿で登場。普通の子供に比べて頭が良く、そのため周りと馴染めずに捻くれていたところがあった。当時の瑚太朗とは同族嫌悪で仲が悪かったが、当時飼っていた犬のペロの事件を通して少しだけ仲良くなった。ドルイドとなって再会してからは、瑚太朗が止めるのを聞かずに篝を守るのを手伝おうとする。もはや自分は人としての道は生きられないことを悟った瑚太朗によって両親の魔物を壊され、冷たい言葉を吐かれたことで決別するが、小鳥を心配していた瑚太朗によって西九条に託され保護された。
アニメ版第1期ではオカ研崩壊後、森の隠れ家に瑚太朗らメンバーを匿い、多数の魔物を操って篝を守っていたが、ミドウの地竜の襲撃でほとんどの魔物を失い、瑚太朗の答えを見届けた後、最後はちびもすと共に救済によって光となって消える。
キャラクター人気投票では4位。
鳳 ちはや（おおとり ちはや）
声 - 篠宮沙弥
テーマ曲 - 「アサガオ｣
身長：159cm、体重：46kg、3サイズ：82/55/84、誕生日：8月24日
ヒロインの一人。転校生で瑚太朗たちのクラスに編入する。執事として鳳咲夜をたまに連れている。オカ研部長の千里朱音とは以前からの知り合いで、瑚太郎に誘われること無く所属している。
初対面時に木に引っかかってたところを瑚太朗に下着を見られたりそれをネタにからかわれたりしたことが原因で瑚太朗に対するあたりは初めのうちはあまり良くないが、基本的に天然でお人好し。手続きで間違えて咲夜の情報で制服を発注してしまったため風祭学園の制服ではなく以前の学校の制服を着たまま過ごしているなどドジっ娘でもある。
瑚太朗でも苦労する重さの荷物を軽々と持ったり、坂から転がり落ちても無傷の頑丈さがあったりと常人離れしたフィジカルを発揮し、食事もよく食べ特にお菓子はなんでもよく食べる。
仲良くなった後も瑚太郎には会うたびにからかわれるいじられ役。「ちはや○○（ビームやドリル等）」で何とかしてくれと頼まれ、ありませんと断った後に何故かルチアがちはや○○が無いとすると…と乗ってくるギャグがお約束。
正体はガイア所属の魔物使い。幼い頃に生まれ育った村がガーディアンの襲撃で壊滅し両親は死亡。魔物使いとしての能力で咲夜を創出・契約して生き延び、その後魔物使いとしてガイアに所属することになった。ガイア主義や差し迫った事情などで所属したわけではないため組織への忠誠心は皆無で、実情にもあまり詳しくない。しかしガーディアンからは咲夜の存在が警戒され、ガイアでも戦力としてそれなりに注目されている。
プロの魔物使いを自称し、実際魔物使いとしての才能・技量には優れ、契約している魔物の力を取り込める数少ない魔物使い。咲夜のパワーとエネルギー体の布を操る能力の恩恵で、常人離れした怪力と包帯による防御能力を持つ。やけに怪力で頑丈なのはこのためで道路の鉄柱を使って黒犬の群れを無傷で全滅させられる程度には強い。包帯による結界は普段からちはやの身体に巻き付けてあり、包帯を広く展開したり他に巻きつけることで他人を護ったり、溶岩の熱にもしばらく耐えられる耐火版や猛毒の中でも活動を可能にしたりのバリエーションもある。
「Terra」ルートでは、エピローグのみに登場。成長した小鳥や朱音たちともオカ研に所属している。
アニメ版第1期では正体が発覚した後はガイアに戻り、朱音に付いていたが朱音の計らいで瑚太朗と小鳥に合流するが、ミドウの襲撃でバラバラになり、最後は過大強化から戻った咲夜と共に救済によって光となって消えた。「Terra」ルートを基準にした第2期では朱音と同じ孤児院にいる子供として登場する。
キャラクター人気投票では6位。
千里 朱音（せんり あかね）
声 - 喜多村英梨
テーマ曲 - 「アンスリウム」
身長：160cm、体重：47kg、3サイズ：86/57/85、誕生日：2月17日
ヒロインの一人。風祭学院三年生。オカルト研究会の会長。授業にあまり出ないのに進級はしている、部員も1人で活動内容も怪しい部活なのに過剰に豪華な部室を得ているなど、独自の情報網や怪しげな権力の持ち主で「学園の魔女」とも呼ばれている。
瑚太朗が心霊現象について相談しに来たことで彼と知り合い、アンケートをさせた後に自分の部活に所属させるが超常現象否定派でオカ研の活動や瑚太朗が持ち込んでくるオカルト案件にも基本的にあまりやる気はない。なぜか瑚太朗はたまに頭から血を流す小さな頃の朱音の記憶がフラッシュバックすることがある。瑚太朗が連れてきたオカ研のメンツ以外にちはやと咲夜とは元からの知り合い。
部室からほとんど出たがらずFPSをやりこむなど、引きこもり気質。ラスボスのような言動を好むがあまり意味はない。オカ研メンバーをアホの子扱いしているがなんだかんだで甘い。特に瑚太朗の言動や行動に呆れることも多いが、かなり甘い。
正体は加島桜の養女でガイアの次期聖女。年齢よりも発達が遅く、言葉などをあまり話せない子どもであったが、聖女の転写の影響で現在は人並みである。振るう権力もガイア（マーテル）に由来するものだが無条件に権限が強いわけではないため実はチケット制で有限だったりする。魔物使いとしてのランクは「B-」でそれほど高くは無い。また、生命力もあまり多い方ではないため、もっぱら燃費が良いリーフバードのバリエーションの一つである魔物「物見鳥」を使った支援を担当する。ルートによっては篝によって何らかの干渉を受けたことで人類を憎む記憶に支配されて正気を失い、パワースポットを利用して強大な魔物を複数操ったり、咲夜を核に最強の魔物を生み出したりするが、判断力も低下して木人を自慢げに出して瞬殺されたためFDなどでネタにされることになる。
次期聖女だけにオカ研の中では最も世界の情勢に詳しい人物。瑚太朗が元ガーディアン所属の超人で記憶処理を受けていることや、ガイアとガーディアンの対立の本質、超人と魔物使いの差が「自分を変えるか、世界を変えるか」の意識の違いから来るものであること、鍵が起こす救済は現文明を滅ぼすが生命の新たな始まりを促す再生の面もあること、星の活力があと数十年で本格的に枯渇を起こすことなど多くのことを知っている。しかし加島桜への愛憎や、聖女を引き継いだ後は心優しい性格から全ての生命を滅ぼそうとするまでになり挙句心を壊した加島桜の末路などのハードな状況もあって魔物使いらしく内向的で、星の化身たる鍵の判断に全てを委ねる、あるいは人を嫌悪し救済を望む聖女としての職務に縛られており、本人はそれほど人類を憎んでいないがそれらに抗うだけの気力もない。
「Terra」では瑚太朗のマーテル会での知り合いが経営する孤児院の子供として登場。よく迷子になり、そのたびに瑚太朗（雰囲気別人の時もある）に送ってもらっていた。瑚太朗のガーディアンとしての任務中に森に迷い込み木から落ちてしまうが、篝火の導かれた瑚太朗に助けられ無傷で済む。その後ガイアの派閥争いに巻き込まれそうになったり人工来世に閉じ込められそうになるがいずれも瑚太朗に救い出された。
アニメ版第1期ではメンバー唯一瑚太朗らと合流せず、今までの記憶と聖女の記憶とでゆれながらも最後は己を取り戻し、しまこと共に救済によって光となって消えた。
キャラクター人気投票では1位。幼少期も10位にランクインしている。
中津 静流（なかつ しずる）
声 - すずきけいこ
テーマ曲 - 「カーネーション」
身長：149cm、体重：39kg、3サイズ：75/52/73、誕生日：6月18日
ヒロインの一人。風祭学院一年生。風紀委員会に所属。金髪でツインテールの少女。右目にオッドアイを隠すための眼帯をしている。これは親しい人の前でしか外さない。物語開始前に瑚太朗に困っていたところを親切にして貰ったことがあり、その時に顔と性格を気に入っている。オカ研には瑚太朗の誘いで所属することになる。
基本的に真面目で素直な性格。さんまの缶詰が好物で中庭でよく1人で食べて笑顔になっている。瑚太朗のクラスの委員長のルチアと親友だったり、アンティークショップの江坂や教師の西九条やラーメン屋のゲンさんとその常連客と仲が良かったりと謎の交友関係を持つ。
ガーディアンに所属する超人。ルチア、西九条、江坂やゲンさんたちとはいずれもガーディアン繋がりの関係。汚染系超人で能力は「体内工場」と呼ばれる薬品生成。体内であらゆる薬や毒を生成・放出ができる。自分や他人の傷や病気の治療、記憶の認識の阻害、睡眠ガスや神経毒など応用範囲は広く、ルチアの毒も中和できる為、彼女の唯一の支えである。超人の身体能力を薬品で更に強化し、銃器や刃物の扱いにも心得があるため超人としての強さはトップクラス。伐採系でもないのにナイフで硬い物質を引き裂き、狩猟系でもないのに投石で魔物の頭部を砕くなど、自分や敵味方の強化弱体阻害遠近など大抵のことに対応する万能さがある。
幼い頃に超人としての能力に目覚め、親元から離れて暮らすことになるがある時帰省すると仲の良かった両親が激しい喧嘩をしているのを目撃、それを止めようとして偶発的に能力を使ってしまう。その結果、その時両親が強く考えていた静流の記憶が両親から消えてしまい以後は自分が実子であることを名乗らずに見守っている。人の世を滅ぼす力を秘める鍵の討伐やガイアと戦うガーディアンの大義を人たちの生活を守るためのものと捉えており、そのためならば自分が不幸になるのもしかたがないことであると覚悟している。そのためルートによっては危険な魔物の受け渡しを拒否する瑚太朗たちとも敵対する。一方で敵対した場合でも瑚太朗たちを必要以上に傷つけようとせず、説得を続けるなど一貫して優しい。
「Terra」ルートでは、瑚太朗と今宮が仲直りした場で西九条に紹介された。そのときに眼帯をしていたことから、今宮にパンクガールと呼ばれた。
ヒロインの中では最も出番が多い、朱音ルート以外にはすべて登場する。
『Rewrite Harvest festa!』の自身のルートでは超人と魔物使いの対立がないためガーディアンは所属しているが、記憶を奪うことなく両親と暮らしている。
アニメ版第1期ではガーディアンに戻ってからも常に瑚太朗たちを気にかけ、ミドウの襲撃から逃げてきた瑚太朗を治療。救済の開始後はビルの屋上で戦う瑚太朗と江坂の戦いに乱入、最後は江坂と相打ちになり、家族の幻を見ながらルチアと共に救済によって光となって消えた。
キャラクター人気投票では2位。
此花 ルチア（このはな Lucia）
声 - 朝樹りさ
テーマ曲 - 「サンブライト」
身長：167cm、体重：52kg、3サイズ：93/59/86、誕生日：12月23日
ヒロインの一人。風祭学院二年生。瑚太朗達のクラスの委員長。極度の潔癖症で常に手袋を付けている。かなりの巨乳の持ち主であり、瑚太朗曰く「おっぱいが正義なら、彼女は世界のジャスティス」。
騒がしい瑚太朗や風紀を守らない生徒に鉄拳制裁を加える。常軌を逸した辛い物好きであり、学食には彼女にしか食べることができない激辛メニューがある。
ガーディアン所属の超人。伐採系超人としての能力「超振動」と、ガーディアンの中の狂信的な一派が掲げる次世代人類プロジェクトによる非人道的な実験を受けて得た汚染系超人能力を持つダブルホルダー。超振動は主に刀を振動させ威力を上げるのに使っているが、戦闘向けではないがガラスを割ったりなどの遠距離破壊も可能。一方で自分の銃器を壊す恐れもあるため兵士としては不向き。汚染系能力は科学者によるシミュレート上で算出された1000年後の死んだ星が発するというアウロラの腐った瘴気に適合する能力であり、その作用の一環として触れた空気や物を汚染し瘴気を発する。その毒性はあらゆる生命に作用し魔物すら死滅させるが、現在は薬で毒を抑えている。
次世代人類プロジェクトから西九条たちに救出された後に一時期一般の孤児院に通っていたが、体調不良や薬の欠陥が重なった結果周りの子供達や先生を毒で侵し死亡させてしまったことがあり、常に手袋をつけているのはこの毒が万が一自分の周りの人を侵さないか不安であるためで、実際は潔癖症ではない。また、辛い物好きなのも能力を抑える薬の副作用による感覚障害で味覚も嗅覚も麻痺しているため味が全くわからない状態で食べていることによる周りの勘違いで、本人には辛いものを食べている自覚もない。
こういった人生から、ガーディアンの大義についてあまり深く考えていなかったり、本当の意味で心を許せる人が少なく依存したりとかなり精神的に不安定なところがある。ルートによっては能力が薬を上回ったことで静流を毒で侵してしまい精神的に不安定になったところを次世代人類プロジェクトの科学者に付け込まれて自分の能力を増大させる計画に乗り、鍵とガイア構成員を殺す名目で風祭市数十万人の人間を毒で死滅させ、更に銃器で受けた傷が瞬く間に治る再生能力や静流とも互角以上に戦える身体スペックまでも得て暴走する。
本名はアサヒハルカだが、ガーディアンに用意された偽名である此花ルチアを基本的に用いる。
「Terra」ルートでは手袋はしていない。
アニメ版では命令を無視して森にこもる瑚太朗と小鳥の下にいこうとする静流の代わりに森に赴き、ガーディアンとしての立場を超え、瑚太朗と小鳥を友達として守るべく偶然遭遇したミドウに単身立ち向かう。しかし、敗北して重傷を負うも小鳥に助けられ、合流したちはやとも和解し意思を持つ鍵＝篝を見て処分する意思を捨てた。救済の開始後は多数の魔物と戦うも、数に圧倒され、静流と共に救済によって光となって消えた。「Terra」ルートを基準にした第2期では西九条が瑚太朗達に静流を紹介する場で静流と一緒に紹介されている。
キャラクター人気投票では3位。
篝（かがり）
声 - 花澤香菜
テーマ曲 - 「ヒナギク」
身長：152cm、体重：42kg、3サイズ：77/54/74、誕生日：地球が生まれた日  (これらの情報はRewrite IgnisMemoriaにて判明)
ヒロインの一人。銀髪で、両手をつなぐ赤いリボンが特徴的な少女。夜な夜な瑚太朗の部屋に忍び込んでくる存在の正体で、毎回心霊現象としか思えない現象を引き起こす為、瑚太朗からは幽霊と認識されている。この件で朱音に相談した事で瑚太朗はオカ研に所属する事になる。
正体は「鍵」。人類に制定を下すと言われる星の化身であり、それ故、人類の存続を掲げるガーディアンから抹殺対象、星の再生を掲げるガイアからは保護対象にされ、どちらの勢力からも狙われているため瑚太朗たちも多くのルートで彼女を巡る戦いに巻き込まれることとなる。
十年前に風祭の森の奥で誕生し、その時に自分に害を加えようとした瑚太朗に腕を切断する重傷を負わせ、ドルイドとしてその場に鍵を迎えに来ていた小鳥が瑚太朗を救うためにした交渉により自身のミラクルリボンの断片を差し出した。その後ガイアの幹部である洲崎周一郎に保護され、人類と星の両方の存続を望む彼により滅びを起こさないように情報を遮断された状態で監禁された。
その後何らかの理由で監禁から逃亡し、学習機会の乏しさから会話もろくにできない知能に乏しい状態で風祭市をぶらつきながら鍵として学習を進めている。瑚太朗の元に頻繁に現れるのは彼にインプラントされた自分のアウロラになんとなく引き寄せられているためで、深い意味はない。自我に乏しく意味のある行動は基本的に見せないが、瑚太朗のオーロラへの試行錯誤や両親の特攻を見て叫ぶ小鳥には不敵に笑うなど時折瑚太朗が恐れる反応を見せる。ルートによっては学習を進めそれなりに喋ることが出来るようになるが、鍵としての義務を果たすのみで人間味は薄い。
鍵は生まれた時から活動に必要なエネルギーを全て内在してるため食事や魔物使いは必要とせず莫大なエネルギーを持つ。両手をつなぐミラクルリボンはアウロラで構成されており増殖や伸縮自在の強力な武器となるが、基本的に自発的な攻撃はせず、自己防衛のみに使用される。小鳥曰く「人間の作った魔物には負けない」とのことだが、人間の技術や策には弱いため認識阻害の問題さえなければガーディアンなどに容易く追い詰められることも。
無数の現世（個別ルート）の鍵の影響が投影され現れたMoon編の月の篝は時間概念がなく、あらゆる現世の情報が投影されるMoon世界の性質により人智を越えた知識、精神構造を獲得しており、会話も膨大な情報が圧縮された圧縮言語で発するため、常人では聞くだけで精神が崩壊する。その力と知識を持って現世を「命の理論」に見立て観測、記述、干渉、研究を行い、現状はあらゆる可能性においていずれ滅びてしまう命の未来における存続の可能性を生もうと活力を使い主観における膨大な時間を費やしている。
｢Terra｣における地球の篝は風祭市の森に出現した際に瑚太朗に匿われたことでガイアに捕まらずに、数年かけて諸国を巡ることである程度の知性をつけている。星に満ちる「悲しい記憶」と、星の活力が再進化が不可能になる一線を超えて減少したことを把握したことで、このまま「良い記憶」が集まらなければ滅びの後に再進化も出来ずに生命は滅びてしまうと判断し、一刻も早く良い記憶を集め命を絶やさないために瑚太朗を下僕として活動する。意思の疎通はできるし、人間社会に満ちる悲しい記憶が集まることによる救済の発動という鍵の機能を意志の力で辛うじて押さえ込むなど、基本的に真面目で一生懸命な性格。一方で人間理解が半端かつ世間知らずで行動も考え方も性急で甘く、今の日常を大事にして未来を疎かにし悲しい記憶を生む人間を知的生命としての責務を果たしていないと見下し気味。目的のために邪魔になりうる人間を殺すことや見殺しにすることもなんとも思わず、瑚太朗は大いに苦労することとなる。聖女会による救済を抑え込んでいたが、このままでは滅びが止められないことを悟り、自ら瑚太郎に殺害される道を選んだ。Terra編のシナリオ担当曰く「ダミーヒロイン」。
ひそかにスピンオフ作品「魔法の第三惑精 クリーミィ☆かがりん」がでるのを期待している。
アニメ版でのオリジナルルートである篝ルートでメインヒロインとして扱われている。
アニメ版では、昼夜問わずに瑚太朗の周囲に現われ、ほとんど意思も持っていなかったが、オカ研崩壊後に宇宙から飛来した隕石（小石）が頭部に直撃した結果、記憶喪失の少女として実体と意思を持って出現。世間知らずな振る舞いで瑚太朗を振り回す。瑚太朗たちと過ごした日常を良い記憶と称しながらも加島桜の聖歌による救済の強制発動には逆らえず、最後は瑚太朗と共に樹木の中に消える。
キャラクター人気投票では5位。
鳳 咲夜（おおとり さくや）
声 - 小西克幸
テーマ曲 - 「散花」
身長：186cm、体重：79kg、3サイズ：96/76/95、誕生日：3月27日  (身長以外の情報はRewrite IgnisMemoriaにて判明)
ちはやの執事である男性。ちはやの兄を自称しているが血縁関係は無く、ちはやからも咲夜とだけ呼ばれている。主人であるちはやを慕っておりちはやに否定的なことを言われるとショックで硬直する。
普段はメガネをかけて燕尾服を着ているが、ちはやの手違いで風祭学園の制服も持っているためたまに着ている。 生徒ではないためオカ研には所属していないが、オカ研の部室にも頻繁に入り込んでいる。
瑚太朗には慇懃無礼で冷たい態度をとりわざと変な名前で呼ぶが、それ以外の人にはオカ研メンバーを始め基本的に親切。たまに現れる吉野の義理堅いところも気に入っている。
執事としては高い能力を持ち、料理や掃除からガーデニングなど凡そ万能。本人の身体能力と技術に加え、怪しいコネを持ち妙な達人を連れてくることも。しかし何故か猫が大の苦手で、触っただけで硬直してしまう。
正体は魔物で、人間型でありながら大型魔物を上回るパワースピード耐久力と燃費の良さを兼ね備え、花弁状に散るエネルギー体の布を操る能力を持つ。ガーディアンの施設や部隊とも何度も交戦し壊滅させており、そのためガイアでは「最強の魔物」とも呼ばれている。実は元人間で瑚太朗と同じくリライト能力を持ち、その果てに人を超えた、人類の壁の一つ。ちはやルートでは瑚太朗にリライト能力の負担を減らし戦闘において効果的に使う方法やリスクをレクチャーする師匠役を務める。
以前の人類文明が存在していた時にミナタという少女を守りながら鍵と戦っていたが、滅びを止められなかった。救済による滅びと再生をリライト能力の影響で霊木と融合して桜の木と化すことで乗り越え、遥かな年月を超えてガーディアンに殺されかかっていたちはやの声で魔物として創出された。ちはやに対して過保護なのはかつて大事な人を守れなかったことへの贖罪という面もある。素材である桜の木があまりにも古いため見た目に反して実は身体にもガタが来ている。
「Moon」では、瑚太朗では咲夜は不完全な身代わりを呼び出すことしか出来なかったが、本人が自身のあらゆる未来の終着点をMoon世界の最終決戦に結びつけることで現れたため、過剰強化状態にも変身できる。そのため地球に移った世界では、存在することがない。
「Terra」では、書き換えの果てに人を超えて篝の元へ向かおうとする瑚太朗の前に先駆者として現れ、「次」が現れるかどうかもわからないことの過酷さを伝える。そして交替し、本当に消えることができた（ただし改訂版の『Rewrite+』、アニメ版において、このシーンはカットされている）。
アニメ版第1期では朱音の命令で森にこもる瑚太朗と小鳥の護衛に回る。執事の仕事にも誇りを持っているらしく、篝にコーヒーの味をダメだしされると吐血するほどのショックを受ける。救済開始後は戦いの中で過剰強化状態となってまで魔物と戦うも最後はちはやと共に救済によって光となって消えた。
キャラクター人気投票では7位。

### 風祭学院
吉野 晴彦（よしの はるひこ）
声 - 柳田淳一
テーマ曲 - 「DIS is a pain」
身長：179cm、誕生日：11月7日
瑚太朗たちのクラスメイト。学校唯一のアウトローで自称「狂犬」。瑚太朗は友達になりたいと思っているが馴れ合いは嫌いだとして取り合っていないが、変なテンションの絡みをよく受けるため、瑚太朗とは「決着」をつけたいと思っている。小鳥に好意を持っており、小鳥の言う事は大人しく聞いたり、瑚太朗に本気で喰ってかかったりする。
自分を鍛えることも欠かさず腕っぷしも一般人としてはあり、町の不良を1人で叩きのめした。だが、義理堅かったり家族思いであったり、叩きのめした町の不良をまとめ上げて慕われている。しかし勉強については「home」という単語を「ホメ」と訳すなど頭の悪いところが多々ある。好物は梨。母親に「ママン、梨剥いてくれよ!」と頼んでいる姿を瑚太朗と小鳥に目撃されている。
「Moon」では一般人でありながら舎弟たちと共に多数の魔物相手に奮戦。最後は瑚太朗を真の友と認めて下の名前で呼び合い、最後の特攻をかけた。
「Terra」では名前は直接出ないが、瑚太朗が不良に絡まれているところを助けて「母親はママンと呼んでいる」など出鱈目を吹き込んだ少年として登場している。エンディングでは最後に成長した姿で今宮達といる所が描かれている。
キャラクター人気投票では9位。
西九条 灯花（にしくじょう とうか）
声 - 田中涼子
身長：167cm、体重：54kg、3サイズ：88/61/87、誕生日：7月12日(Rewrite IgnisMemoriaにて判明)
瑚太朗の学校の教師: 静流と同時期に転任してきた。笑顔の絶えない優しい先生だが何の教科を担当しているかは不明。赴任前からの知り合いの静流やルチアを溺愛する傾向がある。若いころは目つきが怖いのを気にしていて、子ども好きなのに近寄れなかった。若干婚期のことで焦り始めている。
実はガーディアン所属の超人で記憶喪失以前の瑚太郎の同期の一人。狩猟系超人で能力は投擲を拡大解釈し、投げられるものに光をまとわせて、追尾性能を持ったレーザー状にして発射することができる。投げる物は投げナイフが多いが、砂粒､大木とあらゆる物をレーザーにでき、最後の手段ではあるが自分自身すらレーザーにすることが可能。静流、今宮、江坂、ルチアとはガーディアンとしての以前からの知り合いで、今宮とは腐れ縁、江坂は訓練時代の教官、静流は能力に目覚めた頃からの付き合い、ルチアは彼女が受けていた非人道的な実験からの救出者という繋がりがある。
静流やルチアの任務のバックアップのための先生という立場だが、彼女らを含めて生徒たちに普通の学生として幸せに過ごさせてやりたいという気持ちが強く、時が来れば彼女らもガーディアンとしての普通の人がやりたくない任務に就かねばならないことにも思い悩んでいる。ガーディアンにもそうした一般人の生活を守るための存在という意義を見出しているが、本当に先生になって生徒たちを育て見送る立場になりたいという気持ちも持っている。一方でそうした平穏を脅かす存在として魔物使いや魔物やガイア主義者にはこれまでに同胞を幾人も殺されていることを含めて激しい敵意を向ける。
「Terra」ではガーディアンの訓練時代の瑚太朗の同期として登場。瑚太朗、長居、今宮と共に成績下位の落ちこぼれ組だった。超人としての能力に目覚めたことで人生台無しになったと落ち込んでおり性格はキツめで、今宮と同様にせめてガーディアンで成り上がろうという気持ちが強い。訓練を終えたあとの風祭での初任務から数年後までの間に学校への潜入任務を行ったことで、社会で普通に生きられない超人であっても普通の幸せを経験させてあげることは出来ると希望を見出して性格も明るくなった。現役時代の江坂たちのように現場も連携を強化することを提案し、連れてきた静流も含めて瑚太朗、今宮と共に「ピンクエレファンツ」を結成する（名前は今宮から象がピンクなのはキモいと却下された）。
キャラクター人気投票では16位。
井上 晶（いのうえ あきら）
声 - 渡邉佳美
身長：158cm、体重：46kg、3サイズ：84/55/85、誕生日：3月6日  (これらの情報はRewrite IgnisMemoriaにて判明)
風祭学院新聞部所属のブン屋系女子。瑚太朗が裏口入学しているのではないかと疑っている。風祭の秘密を調べており、瑚太朗をライバル視している。瑚太朗から「イノウェイ」というあだ名を付けられているが、本人は嫌がっている。
個別ルートの大半で風祭の森で行方不明になってしまい、オカ研崩壊の始まりとなる。その後に生還するが、ルートによってガイアとガーディアンどちらに保護されたかは変わる。
ゲーム中ではボイスのみの登場だが、Terraのエンディングで吉野たちと共に後姿が登場し、他のメディアでは彼女の姿を確認することができる。PSP版以降の移植作品ではゲーム中にも立ち絵が追加されている。
当初は下の名前が非公開であったが、ソーシャルゲーム「Rewrite Ignis Memoria」で晶であることが判明した。趣味は射的。
キャラクター人気投票では11位。

### ガーディアン
今宮 新（いまみや あらた）
声 - アドレナ・リン
町の遊び人。瑚太朗がカメラを買いに来た時に出会い、アドバイスをしてくれる。若作りしているが、オッサンの兆しが出てきて焦っている。瑚太朗とは初対面のはずだが瑚太朗が学生をしていることに感慨深げにするなど意味深な言動をする。
実はガーディアンに所属している狩猟系の超人で罠作りなどが得意。また、記憶喪失以前の瑚太郎の同期の一人でもある。小隊のリーダーのような立場で超人の中では戦闘に向いていないほうだが、音を立てずに森で追跡する移動術、不意打ちで受けた常人なら内臓破裂という衝撃を僅かな挙動で逸らす体術、認識阻害を暴く目の能力者でも見えなかった篝の気配を感じ取る、杭のような飛び道具で森の生木を次々と貫通し標的を正確に狙うなど、瑚太朗が敵対した場合はほとんど一方的に追い詰められてしまうだけの実力がある。
江坂からも腕前は認められており、悪い人物ではないが普段の言動のノリが軽かったり、若干キツいことやデリカシーに欠ける発言があるため、素直な性格の静流からは実はあまり好かれていなかった。
瑚太朗を殺そうとする際には「お前のことはなんだかんだで認めていた」などの瑚太朗の過去を知っているような言動や、殺す羽目になったことに愚痴をこぼしたり重傷を負った彼の眼を閉じてやったりと、躊躇う様子を見せる。瑚太朗と敵対しなかった場合も戦闘に向いていないことを忠告するなど気にかけている。
「Terra」ではガーディアンの訓練時代の瑚太朗の同期として登場。瑚太朗、長居、西九条と共に成績下位の落ちこぼれ組だった。普通の生活が送れないならガーディアンで成り上がろうと焦っており、江坂に眼をかけられていると噂の瑚太朗に取り入ろうとするが、成績最下位の瑚太朗の雑魚さから失望し、逆恨みのように見下し辛くあたるなど身勝手な言動や行動が目立った。落ちこぼれ組の中では一番の成績だったため（ナイフ訓練では一度たりとも瑚太朗が勝てなかったほど）リーダーのような立場であり、訓練を終えたあとの風祭での初任務から数年後までの間に実際に一地区でのリーダーを任されるようになる。西九条、瑚太朗と再会し、西九条が現場での連携を提案したことに便乗してこれまでの自分の非を認めて瑚太朗に謝り、西九条が連れてきた静流も含めて瑚太朗、西九条と共に「今宮組」を結成する（名前は西九条から可愛くないと却下された）。
キャラクター人気投票では19位。
江坂 宗源（えさか そうげん）
声 - 東地宏樹
身長：189cm
アンティークショップ「フォレスト」を町で営んでいる実業家のナイスミドル。たまに笑えないGAG（ギャグ）を飛ばしては自分でドアップかつ大声で「何故だあああぁ!」とツッコミを入れる。彼を知る者からは病気とまで言われている。
美味しいものには目が無いのか、色々な洋食屋等に訪ね歩き、気に入ったところのメモを取ったりする。
正体は記憶喪失以前の瑚太郎の恩師であるガーディアン所属の伐採系の超人で、硬い金属も容易に切断し相手に受けを許さない「斬鉄剣」の使い手。今は隠居状態だが、現場に復帰した場合はガーディアンジャパンの実質的な指揮を執ることになる。超人能力に目覚めて両親と暮らせなくなった静流を預かって一緒に暮らしていた時期もあり、彼女からは「じー」と呼ばれている。実は病気であまり長くはない命である。
入院中の瑚太朗に、青春とは「人生の綱渡り」と口にした。
「Terra」では若い立ち絵で登場。瑚太朗をガーディアンに勧誘した。たまに個人練習を行ったりし、超人でありながら卑屈な瑚太朗を兵士として期待していた。恩師にあたる。独立した際には瑚太朗を雇う約束をしていた。瑚太朗が背信行為を行っている事はいち早く見抜いており、本格的な行動を起こした瑚太朗の前に真っ先に立ちふさがる。既に人の領域を超えていた瑚太朗をなお圧倒していたが瑚太郎のトラップを受けた後、彼に胸を抉られて致命傷を負う。最後は瑚太朗の成長と戦う理由に満足して瑚太朗を送り出し、瑚太朗も最大限の礼を持って別れを告げた。
キャラクター人気投票では14位。
ゲンさん
声 - 坂巻学
静流が通うラーメン屋の親父。静流曰く、よくメンラ―を奢ってくれる良い親父。筋骨隆々で腕っぷしも強く、町のことにも詳しい。
ロシア人で本名は、ゲンナジー・エドゥアルトヴィッチ・カワチエーワ。
実はガーディアンの超人で、現役時代は江坂とバイアーン帯剣緑地騎士団を組んでいた。「Terra」での最終決戦でも江坂と共にガーディアンの本部に顔を出しており、戦いが終息した後は、しまこや他の騎士団と共に小麦畑を栽培している姿を見せた。
汚染系超人で、戦闘向けではない能力を肉弾戦に応用し、2本の手斧をブーメランのように操り周囲を爆破する。
関目
声 - 置鮎龍太郎（テレビアニメ）
ゲンさんのラーメン屋の常連の一人。ガーディアンの超人で、現役時代は江坂とバイアーン帯剣緑地騎士団を組んでいた。
狩猟系超人で能力は既存の銃火器の威力の強化。火炎放射器に使えば空も飛べる。
守口
声 - 藤井剛（テレビアニメ）
ゲンさんのラーメン屋の常連の一人。ガーディアンの超人で、現役時代は江坂とバイアーン帯剣緑地騎士団を組んでいた。
汚染系超人で能力は高熱を放つ汚染物質のエネルギーとしての操作。
マルキュス・ノエ
声 - 臼木健士朗（テレビアニメ）
ゲンさんのラーメン屋の常連の一人。ガーディアンの超人で、現役時代は江坂とバイアーン帯剣緑地騎士団を組んでいた。
伐採系超人で大剣使い。その腕前は江坂との相手が出来るほど。
鶴見
声 - 三苫紘平（テレビアニメ）
ゲンさんのラーメン屋の常連の一人。ガーディアンの超人で、現役時代は江坂とバイアーン帯剣緑地騎士団を組んでいた。
狩猟系超人でチェーンソーを用いて様々なトラップを作ることを得意とする。
小此木伶人
声 - 藤原満（テレビアニメ）
ゲンさんのラーメン屋の常連の一人。ガーディアンの超人で、現役時代は江坂とバイアーン帯剣緑地騎士団を組んでいた。
元政府雇われのエージェントだったなんだか怪しい人。系統は不明。
清水
声 - 成田剣（テレビアニメ）
瑚太朗のガーディアン訓練生時代の指導教官。江坂の後輩で彼のGAGを病気と称している。伐採系で拳で木を切断することも出来るとされる。指揮官としての立場も持っている。
「Terra」では瑚太朗が篝を逃がした後のガイアとの最終決戦では音信不通となった江坂に代わり指揮を取っていたがその後の消息は不明。アニメ版では瑚太朗を捕捉したが、逃げられてしまい、逃げた先を追っていくも、魔物に襲われて死亡する。
三国
声 - 緑川光（テレビアニメ）
瑚太朗の同期の一人で三国班のリーダー。狩猟系超人で物体が生み出す揚力や空気抵抗を読むセンスに長け、無数のフィンの付いた金属製ブーメランを自在に操る。
同期の中ではトップの実力者で、超人としては紛れも無く天才であったが、遠距離から放ったブーメランによる奇襲を地竜に読まれ、ブーメランを投げ返されて惨死する（アニメ版では近距離で戦い尻尾で叩かれて死亡）。江坂からも身体能力は自身を既に上回っていると評価されていたがメンタル面では「三国のように自信がありすぎるのも問題」と称されていた。
大西
瑚太朗の同期の一人で三国班の一員。狩猟系超人で認識撹乱耐性である「目」の能力と詳細不明の光の球を用いる。地竜によって三国が殺された時の動向は不明だが（アニメ版では少なくとも地竜との攻撃で重傷を負い、瑚太朗たちとの再会までには恢復していたことが明かされた）、その後今宮や瑚太朗と再会した時には三国の惨死を踏まえて謙虚さを覚えた好人物になっていたもの、「目」の能力が邪魔なことや小鳥を守るために瑚太朗によって背後から襲われ苦悶の死を迎える。
ヒューイット
「教区」所属の超人。認識撹乱の効果範囲をオーロラとして視認できる「目」の能力を持つ。「Terra」では殺害された大西の代わりに召集され篝を見つけるも、瑚太郎によってヘリごと顔面を枝で貫かれ死亡。

### ガイア
ミドウ
声 - 保志総一朗 / 保志総一朗（幼少期 - 西明日香）
身長：180cm
町を徘徊している怪しいフードの男。「ミドウ」の名は偽名。海外のガイア所属の魔物使いで、全滅指定の溶岩の魔物フォゴを操る。魔物の能力を取り込める数少ない魔物使いでミドウ自身もフォゴの炎や珪素の硬化などを使う。その攻撃力は高く防御能力が使えなかったとは言え咲夜でも危険なほど。
幼い頃に孤児となりヤスミンたちを慕いテンマやテンジンと共に過ごしていたが、魔物使いであるという理由でガーディアンにヤスミンたちを殺された。テンマやテンジンたちと生き延びた後は魔物使いの能力を見出されガイアの末端になる。人を殺す事が当たり前の世界で生きてきた為、破壊行為、殺害行為を何とも思わない。テンマ、テンジンとはその頃からの戦友。ガイア所属ではあるがガイア主義者ではなく世界への恨みと憎しみによる破壊衝動で行動しており、平和な日本や日本人を嫌う。
アニメ版では紛争地域で暮らしている少年として登場。ガーディアンとの戦争では瑚太郎とルイスに見つかるも、ガーディアン間との諍いを同時に知り、やり方に賛同できず任務を放棄した瑚太郎によってヤスミンやテンマ達と共に救出された。後に、ヤスミンが主導する組織の一員として活躍する。
本編ギャグエンドではテンマ、テンジンともに転校生として登場し、生徒会長に立候補する。その流れをくむ『Rewrite Harvest festa!』静流編では見事当選している。
キャラクター人気投票では18位。
テンマ
声 - 最上嗣生 / 宮下弘充（幼少期 - 渡邉佳美）
ミドウと行動を共にするフードの男。わがまま放題のミドウを諌める苦労人だが、結構仲間思い。
魔物クリボイログを操る、ガイア所属の魔物使いであり、かなりの実力者である。「Terra」では紛争地域で暮らしている少年として登場。
テンジン
声 - 春日部勝利 / 鶴岡聡（幼少期 - すずきけいこ）
ミドウと共に活動しているフードの男。三人の中で一番無口で、ハゲている。Harvest Festa!でハゲているのではなく剃っていることを何度も主張している。
魔物キリマンジャロを操る、ガイア所属の魔物使いであり、かなりの実力者である。「Terra」では紛争地域で暮らしている少年として登場。
高砂
声 - 森小路旭 / 藤井剛
洲崎の秘書。柔道経験者で餃子耳をしている。元自衛官でそれなりに腕は立つが、洲崎からはあまり信用されておらず重要な仕事は任されていなかった。魔物使いとしての腕は平均のやや下だが、契約だけは多くの魔物と結んでいる。 見た目に反して非常に神経質でコンプレックスが強くたやすく激昂する。
瑚太朗がガイアに所属する場合には非常に折り合いが悪く、鍵争奪戦でガーディアンに重傷を負わされたところを瑚太朗に致命傷を負わされ、救命のために自身の一部を魔物化させ一命を取り留めるが狂気に堕ちる。肉体は超人以上に強化され、魔物も毒で無理やり自分の生命にブーストをかけることで複数操り、ガイアでもガーディアンでもなくなり殺戮衝動と悪意のままに多くの人を虐殺する。アニメ版ではTERRAで洲崎と共にガーディアンに包囲され激昂したところを今宮に殺害された。
しまこ
声 - 渡邉佳美
身長：115cm、体重：22kg、3サイズ：56/44/55、誕生日：6月13日  (これらの情報はRewrite IgnisMemoriaにて判明)
お調子者が嫌いで、全く言葉を話さないクールガール。だが、次第に瑚太朗に懐く。
実はガイアの聖女候補であり、朱音の後継者候補である。強力な魔物使いであり、またテレパシーを使うことが出来る。
「Terra」のエンディングでは、バイアーン帯剣緑地騎士団とともにいる絵がある。
キャラクター人気投票では12位。
加島 桜（かしま さくら）
声 - 若林直美
環境保護団体日本マーテルの象徴とされる人物。卓越した眼力があるカリスマだが、今は一線を引いていて、ほとんど表舞台には出ない。
多数の記憶と力を引き継ぐ聖女であるがゆえに万物の理に通じており、本人の魔物使いとしての力量も非常に高い。現役時代は神格化された存在であった。
個別では朱音ルートでのみ姿を表すが寝たきりに近い状態で、瑚太朗と偶然出会った時も入院服姿で徘徊し話しかけても虚ろにどこかを見ているだけで会話にならないなど廃人状態である。
聖女を受け継いだことで生命への強烈な嫌悪と憎悪に取り憑かれており、その常軌を逸した聖女の妄執、また本人の力により「真実」に辿り着き、現世にいながらMoon世界の存在を知るだけでなく魔物を送り込むなどの干渉までも行っていた。しかし代償として精神が壊れ、「聖女」の感染能力にも支障が出ている（そのため次代の聖女である朱音は桜ほど人類への憎しみは強くない）。
「Moon」では無数の現世の殆どで桜がMoonの篝に気づき、現在の人類だけではなく人類の未来さえも完全に抹消するために魔物を仕向けていたことで、並行世界間の加島桜が同期し、無数の魔物を現世からMoon世界に送り込み瑚太朗とその仲間たちと決戦を繰り広げる。
「Terra」ではまだ現役であり、瑚太朗とも何度か対面する。洲崎がガーディアンに殺されたことでガイアの構成員を大々的に掌握し、鍵に強制的な滅びを働きかけると共に大量の魔物使いを用いて風祭市でガーディアンとの大々的な抗争を仕掛けることとなる。
洲崎 周一郎（すざき しゅういちろう）
声 - 紫ヒカル / 上別府仁資
瑚太朗の両親も通う、環境保護団体マーテル日本支部の重鎮。元陸上自衛隊一等陸佐。魔物使いとしての能力は弱いが、現代的思考による組織改革に着手し、大きな成果を出している。
かつては加島の守人であり恋人でもあったが、離別した。現在は聖女会の権力を奪い形骸化させるなど敵対関係に近い状態にあり、朱音とも折り合いが悪い。
個別ルートでは秘密裏に月の篝を保護していた張本人だが約十年後に逃げられてしまい、「幽霊」として篝が瑚太朗の元や風祭市を彷徨うようになり現代の物語に繋がっていく。
周りからは俗物と見られがちだが、その真意は魔物を産業化させ新たなテクノロジーとして世界規模で実用化させることで人口増加や資源浪費を抑え星の存続と人類の発展を両立させようというもので、変化の過程で起きるであろう大きな摩擦を人類を滅ぼす力を秘める鍵の力を交渉に使うことで実現させようとしていた。ガイア所属ながら星の再生より人類の知恵の可能性を信じているため、聖女を受け継いだ後に人類への憎悪に憑かれ変貌していった加島桜と袂を分かつと共に、ガイア内で彼女を抑えようとしていた。
「Terra」でも地球の篝を捕えて監視しようとしていたが失敗。さらにはガーディアンに尋問され早期に退場されてしまい、抑止力が消えたことで加島桜たちは強制的に滅びを起こす計画を進めていくこととなる。アニメ版では尋問後に瑚太朗の変装に気付くような素振りを見せたところを射殺される。

### その他の人物
神戸 圭介、神戸 理香子
声 - 柳田淳一（圭介 / テレビアニメ）、佐久間レイ（理香子 / ゲーム・テレビアニメ）
小鳥の両親。いつもクールだが愛情深い父と、高貴な感じがどことなく漂う母。
父親の方は、猟友会に所属しており、有害鳥獣の駆除も手伝っていた。
小鳥が幼いころに死亡し、魔物化されていた。「Terra」では、ガイアとの最終決戦を前に瑚太郎に射殺され消滅した。
『Rewrite Harvest festa!』の本編ギャグエンド後流れをくむ静流編、本来の世界観と違う朱音編では生存している。因みに本編ギャグエンドでは瑚太朗の両親とBBQをした模様。
ちびもす
声 - 鳴瀬静 / 西明日香
小鳥が飼っている正体不明の小動物。小鳥曰く、犬。いつも小鳥のそばを回っている。「ちょっぴり頑張る」で瑚太朗を吹き飛ばすパワーを持つ（小鳥曰く、3ヨシノ。吹き飛ばされた瑚太朗曰く、10ヨシノ）。「もすもす」と鳴く。
正体は昔小鳥が飼っていた犬「ペロ」と父親の持っていた象牙の判子から作り出した魔物である。小型かつハイパワーで知恵もあるため小鳥作の魔物としては最強。認識阻害能力を持ち、見た目を若干変えたり見た人の認識に犬を印象付ける。
キャラクター人気投票では15位。
ぎる
声 - 若林直美
とある研究施設から逃げ出してきた魔物。ぱにと同一体であり男っぽそうなのだが、性別には関係ない。また、英訳を変に訳すこともあり、瑚太朗にアホ呼ばわりされる。見た目以上に滅茶苦茶弱い（曰く、0.001ヨシノくらい）。ただし、生命力はめちゃくちゃ高い。
ぱに
声 - 上田のりこ
とある研究施設から逃げ出してきた魔物。ぎると同一体であり女の子っぽそうなのだが、性別には関係ない。ぎるとは違い一見おとなしそうに見えるが、ぎるがアホなことをすると殴りつけるという乱暴な態度を示す時もある。ぎるとは違って結構強かったりする（曰く、1ヨシノはある）。パソコンを扱えるため、引きこもり気味になる。ぎる同様、生命力が高い。
式神（しきがみ）
声 - 加隈亜衣（ともこ） / 田中真奈美（ともこ）
朱音に渡された除霊アイテムで、夢に現れる。実は極簡易の魔物で契約も何も必要なく近くにいる者を守ってくれる。ともこ・さぶろう・けいたろうがおり、瑚太朗思いであったが、瑚太朗を守るために、その身を犠牲に霊（篝）の前に散っていった。また、ともこは体を塩味にできる。他、瑚太朗が作ったが不発となったジョンソン、結婚したら子どもは七人が夢のやすこ、式神の中でも高い実力を秘めているまゆみなどがいる。
津久野（つくの）
声 - 上田のりこ（テレビアニメ）
朱音の専属秘書。ツチノコハンターを名乗って風祭学園に現れたこともある。異様に身体能力が高いなど謎が多い。
正体は、かつて訓練時代の瑚太朗たちの同期であり、同じ班であった長居（ながい）。班を抜けた理由を瑚太朗は知らなかったが、失敗による挫折にで自信を失ったことで能力を失ってしまっていたことが後に江坂の口から語られている。
ガーディアンの訓練生時代は伐採系超人で、爪を伸ばして切り裂くことができ、瑚太郎のダミーナイフを真っ二つにするほどの鋭利さを持つ。
宮島（みやじま）
オカ研での朱音付きのSPの一人。オカ研の幽霊部員。無期限活動休止中のオカ研の鍵を管理しており、部室の見張りのようなことをしていたが瑚太朗の言葉に感情を動かされ、鍵を彼に預ける。
福 井子（ふく いこ）
声 - 阿久津加菜 / 早瀬莉花
Terra編に登場。マーテル会の知り合いが経営する孤児院の職員として瑚太郎と知り合うが、ガーディアンとの最終決戦では聖歌隊の一員として参加。結果、他の聖歌隊達と共に倒れているところを瑚太郎に発見される。
ルイス
声 - 森小路旭 / 藤井剛
Terra編に登場。紛争地帯などの警備を請け負うTP社に属するラテン系。ブラジル出身。一回り年上であるが、とあるきっかけで瑚太朗の親友となる。魔物使いとの戦いの際、無慈悲に子供を殺害してしまい、発狂してしまいそうだったが、上官の差別的な行動を目撃し、瑚太郎と共に任務を放棄。ヤスミン達を救出するための退路を守る殿を志願し、ミサイルを三発撃墜して彼らを安全圏まで逃がすが自身はミサイルの爆炎に飲まれ死亡する。
狩猟系の超人で、槍投げが得意。
ヤスミン
声 - 鈴木絵理（テレビアニメ）
Terra編に登場。親兄弟のいない、貧しい少女。とあるきっかけで瑚太朗やルイスと親しくなる。離れてからもメールのやり取りをし、瑚太朗を手助けする。
ガイア主義とは関係ない魔物使いで、瑚太朗とルイスに助けられたのちに、とある目的で立ち上げた組織の束ね役を行う。
立ち絵はないが、「Terra」のエンディングで、ミドウ達と共にそれらしい少女の後ろ姿が出る。
アニメ版では瑚太郎が篝に致命傷を負っていた場合の世界でもミドウの回想で登場するが、ガーディアンの人間に殺害され、ミドウたちがガイアの軍門に下るきっかけを作ってしまう。
キャラクター人気投票では20位。

## 世界観
本作の世界観は現実と似通っていながら、「命」が活性化し物質と深く結びついているという特徴がある。また、本作の世界では「命がただそこに存在すること＝奇跡」と解釈されている。
命の力により作中では様々な現象が起き、人為的にそれを起こせる能力者として「超人」「魔物使い」が存在し、それらは多くが超人は「ガーディアン」、魔物使いは「ガイア」と呼ばれる組織に深く関わり、利害や目的や歴史的な背景で対立関係にある。
風祭市
物語の舞台である、街中のさまざまな場所に緑があふれている緑化都市「風祭市」である。緑と人間の共存を果たした理想の都市、という評価も市外から受けている。UMAの目撃情報が多くその手の目的でやってくる者もいる。最大のイベントは一年ごとに開催される「収獲祭」と呼ばれる街を挙げてのお祭りで、主催の環境団体マーテルの研究成果の発表の他に出店なども大量にあり、その時期には観光客も市街から大量にやって来る。
大昔に魔物使いたちが生命力に溢れたこの地を発見し、現在のような街として作り上げた。魔物使いたちの中では聖地の一つにされている。収穫祭も元々は鍵の降臨を敬い祝うための催しである。
アウロラ
作中において「生命力」「命」「命の力」「活力」「万能の力」「奇跡」などと呼ばれるもの。通常は不可視だが、波長の合ったものや感覚の鋭い者にはオーロラ状に視覚化されるエネルギー。生命は全てアウロラを宿し、アウロラはその生命を履歴として記録し参照する。アウロラは過酷な環境を整える作用があり、満たされれば本来生命が発生・生存するには適さない環境にも生命圏が起きることが可能になり、知的生命の発生を促す。知的生命が条件を満たすとその意思を裁定する星の化身を生み出す。重力の影響を強く受け、手付かずの資源と結びつくことで増殖する性質がある。生命の発生と進化を促し、他の星に生命を広めようとするこれらの性質は、本能あるいは星の意志やシステムとも言える。アウロラの拡散する性質は次元間にも及び、時空レベルでの現象を起こすことも在る。作中における能力者はこのエネルギーを利用出来る人間のことである。アウロラが不活性な世界では能力者は殆どおらず、いてもとても力が弱い。アウロラが汚染され腐ってしまうと生命体にとって全く逆の猛毒となり、生命が存在できない死の環境となる。
鍵（かぎ）
星により遣わされる裁定者であり化身。土と奇跡によって構成される魔物の始祖。その役割については諸説があるが、大まかには「人類の活動により星の命が枯れかけた時に現れる」「人類が星の存続に不的確と判断すれば『救済』を行い人を滅ぼし、星は再生する」と伝えられて認識されている。認識を撹乱する能力を持ち、大抵の人間は鍵を見ることはできない。人間を超えた極めて高い学習能力を持ち、人間から学ぶために人の姿をしているが、産まれた当初は無垢であり、また学習対象である人間から離されると知能を得ることが出来ない。役目を終えずに破壊されても再び現れるが、数十年から数百年ほどの時間を必要とする。
実際の役割は伝承とは異なり、知的生命体がその発展に滞りや行き詰まりに到達しそうに成った時に遣わされる。良い記憶、すなわち資源を消費しても開拓していく精神が十分に蓄積されれば何も行わず、逆に悲しい記憶、すなわち保守的な諦念が蓄積されると「救済」が鍵自身の意思に関係なく発動し、星の生命・人工物を滅びの歌でアウロラに還元し、新たな始まりを促す「再進化」を起こす。可能性の模索という命と星の生存欲求の発露とも、命の繁殖、アウロラの宿った星で生まれた知的生命体が宇宙に発展し新たな星にアウロラを運ぶことを促進させるためのシステムとも言える。
今代の鍵は「篝」だが、これまでにも何度も鍵は生まれ滅ぼされるまたは救済を行っており、作中では前文明にはかつて「昴」という存在がいたことが記されている。
認識撹乱
命の力の不可視性が色濃く出ることで、生物から正しく認識し難くなる力。一部の魔物が持ち、鍵は強いこの力を持っているため普通の人には見えず、超人や魔物使いでも多くのものには視認や感知が出来ない。逆に言えば人型で強力な認識阻害の力を持っている存在は鍵の可能性が高いとも言えるので、鍵を見つけ出すための手段の一つとしても機能する面もある。
滅びの詩
動物、人工物などの文明の結び目を解いて純粋な命（アウロラ）に還元する鍵の声なき詩。鍵の歌声を始まりに大地と大気に力が伝導し鳴動させて奏でられ、生命を自壊させる。再進化の始まりであるため再生の詩とも。ガイアの派閥である聖女会が研究する「聖歌」はこの歌の真似事で本家には遠く及ばないが、自然に命の力を働きかけることで揺さぶったり、悲しい記憶を溜め込んだ鍵の救済を後押しする力がある。完全な形で発動した場合は鍵の認識撹乱の力で一般人には認識させずに文明を融解させるが、聖歌の後押しで起こした場合は本格的な融解が起きる前に世界の各所が命に侵蝕されて天変地異を誘発させている。
パワースポット
星から液状化したアウロラが泉のように湧き出ている場所。普通の人には見えず触ることも出来ないが、見える人が触ると肉体が溶ける。魔物使いであるドルイドの流派における活力の源。世界各地に存在する。鍵の産道でもあり、鍵が死亡したことを星が感知するとその鍵が産まれたパワースポットは消滅する。パワースポットの周辺では過剰な活力の影響で水が生命の生きられない虹色に汚染されることがある。現在のガイアはそれを利用して植物型魔物を作るプラントに出来ないか模索中だが、ガーディアンからは星の生命を吸い上げていると思われている。
再進化
鍵の力により生命がアウロラに還元され、そうして活力に満たされた星の生命が、知的生命体と呼べる段階になるまで進化を繰り返すこと。アウロラが持つ自己防衛本能のようなもので袋小路に陥った命の資源ロスを防ぐために起きる。アウロラの持つ性質により履歴として記録された生命の情報を用いて、可能な限り効率的に一度起きた出来事を繰り返し、生物の進化を短縮する。ただしそのためにはかなりの活力が必要なため、星の資源があまりにも食いつぶされていると再進化は不可能となる。
圧縮空間
アウロラが蓄積して出来る空間的な吹き溜まり。重畳空間とも。端的に言えば異次元空間。ガイア側が風祭市には自然に出来たこの空間を「石の町」「人工来世」と呼んで利用している他、ガーディアンも基地の拡張にこういった技術を使っている。
表面積の小さい星に大量のアウロラが集まった場合、この圧縮空間の原理によりその星の実際の面積より広い空間利用が可能となる。こういった小さな星で大きな星の文明が再現されることを「庭の文明」と呼ぶ。こうした多量のアウロラが満ちた環境下ではアウロラが世界そのものを振動させることで世界が多重化構造化する。
可能性の系統樹
高濃度のアウロラに満ちた環境下で知的種族（資源の大量消費を行うなどで結合していたアウロラが急激に大気中に放出されるなど）を中心として起きる振動現象によって生じる世界の多元的な樹状のもつれ。生存のための経路の多元的な模索とも言われる。これにより現世が可能性の数だけ分かれる枝世界と、アウロラに満ちた世界の輝きにより枝世界の影が時空レベルで投影・集積された異世界を生む。なお枝世界が生まれる以前の本来世界が辿る一つだけの可能性である幹世界も存在するが、それがどのような結末を辿った世界であったかは作中では言及されていない。幹世界から遠く離れた枝世界ではアウロラが不活性であったり、因果関係にズレが生じることもある。
Moon世界
本作の全ての個別ルートの裏側にして、Moon編の舞台である世界。時間や場所から切り離された、あらゆる“今”ではなく“此処”ではない座標に存在する。
かつて「良い記憶」の蓄積に失敗し滅びた地球に残された地球での再進化には足りないアウロラは月へと吸い上げられ、月の資源を元に増殖し、月に圧縮空間を利用して地球の生物・生態系・環境を再現した「庭の文明」を構築した。アウロラの履歴を元に再進化で再び辿り着いた知的生命の活動と月の面積にとって過剰な量のアウロラは世界を振動させ、現世を過去から未来にかけて分岐させた「可能性の系統樹」として無数の枝世界を発生させた。アウロラに満ちた枝世界は時空レベルで輝きを放ち、現世と表裏一体の、例えるなら「影」とも言える世界をも誕生させた。それがMoon世界である。「影」であるためか、「夜」であることが常に規定されている。
Moon世界は湖面の鏡像ともいえ、現世（全可能性世界）の出来事が象徴的に投影・均されて収束するが、殆どのものは遠く弱い縁としてしか反映されず形も意味も持たない。そんなMoon世界に僅かな形を持った存在として、枝世界という可能性の模索が生み出したMoon世界は枝世界における生命存続の模索の象徴として鍵の少女「篝」という現象を発生させ、「篝」という現象への反作用として枝世界において多くの選択で鍵を失わせた「天王寺瑚太朗」という現象と、二人に縁のある「風祭市」を出現させた。アウロラによって皮膜され一見すると地球のように見えるが、真の姿は現世において月にアウロラが渡る前の、生命が月の星霊のみしか存在しない月面。
Moon世界では時間の流れが主観においてしか意味を持たず、事象の推移によって変動する。現世である枝世界を始まりから終わりまでを俯瞰的に観測可能であり、時間が時間である意味が通用しない世界。Moonから現世のあらゆる時間と場所に干渉することも可能で、ある意味現世より高次元世界であるが、どちらが主でどちらが従とも言えない。Moon世界から一方的に既に存在している現世や現世の因果を無かったことにすることは出来ず、干渉にもMoon世界側の活力を消耗する。現世からMoon世界に実体を送り込む方法も非常に困難で代償も伴うが存在する。

### 能力者
アウロラ（生命力）を使い変革を行うもの。資質や精神性により、世界を変える「魔物使い」と、自分を変える「超人」の二つに大きく分けられるが、中には途中で能力が失われるもの、変わるもの、魔物使いと超人両方の資質を持つものもいる。
TERRAでは瑚太朗とその協力者である超人と魔物使いの複合組織により命を使う技術として体系化され、技術の混合向上に普及が進められることになる。
魔物使い
命を注ぎ、魔物を生み出し行使する技術を持つ者。精神的な資質としては「後ろ向きで内向的」な者が多い。多くの魔物使いは、ガイアと呼ばれる組織に所属している。
秘儀は主に二つに分けられ、植物や動物などの素材から魔物を『創出』し、命を与える『契約』を結ぶことで仮初の命として操る。魔物を操ることに長けている者もいれば、造ることに長けている者もいる。
高い応用性を秘めた技術で、過酷な環境を安定化させる術など様々な現象を起こせる。壊死した人体の一部を魔物化させることや、魔物の力を魔物使いが取り込む技法も存在するが一般化しておらず使えるものは少ない。
魔物には燃費の概念が存在し、基本的に大きく能力が強力なものはそれだけ命を消耗する。しかし素材の種類や質、組み立ての生物的・物理的なセンス、創出を行う魔物使いの才能や腕や相性などによって、魔物に使う命の消耗を減らすことも出来る。
自らの命を注いで魔物を行使するため、大抵は一人で一体の魔物を操るのが限界である。命を使うため強力な魔物を使用するものは短命で終わる場合も多い。
訓練を積まずに魔物を操れるようになる、野良の魔物使いも存在する。それなりの人数がいるが、大抵は人形を少し操れる程度。
聖女
魔物使いの突然変異。自分の脳と他者の脳に繋がりを作り、自分を「転写」する力を受け継いだ者。転写は脳細胞の死んだ部分を魔物化させることで行われるが、転写できるのは記憶と経験の一部で、女性にしか行えず、また聖女の意思とは無関係に自動的に転写が行われる。転写自体は一度に多くの人間に同時期に行えるが、転写能力自体を受け継ぐ者は一人だけで、先代の死亡までは受け継がれない。異能力者が人々に排斥された結果として送ることになった悲惨な経験や、死ぬ間際の痛み・苦しみ・悲しみ・狂気、「聖女」の伝達を断とうとして自殺や隠遁生活などを試みたものの失敗した結果など、長年の蓄積により積み重なり混濁した負の妄執により聖女を受け継いだ者は人間や生命への強い憎悪に憑かれることとなる。その様からガイアの幹部である洲崎周一郎は「精神を蝕む病のようなもの」と称している。

超人
命を費やし、人類の力を引き出す者。命に記録された獲得形質（狩猟本能や技術など）を拡大解釈して引き出すため狩猟者、狩人とも呼ばれる。精神的な資質としては「前向きで外交的（裏を返せば独善的で自分本位）」な者が多い。超人は個人差はあるものの誰もが一般人の数倍から数十倍の高い身体能力と頑丈な体、優れた感覚や耐性を持つ。得意な系統や固有能力により汚染系、伐採系、狩猟系の3つに大別されるが、中にはこの3つの分類以外の能力や二つ以上の能力を持つダブルホルダー、マルチホルダーも存在する。
大抵はガーディアンと呼ばれる組織に能力の発現を発見されて属すか監視下に置かれるが、発見されずにいる野良の超人もいる。
狩猟系は、人類が獲得した獲物を狩るための技能が強く発現したもの。狩猟技術である飛び道具の投擲、射撃のほかに罠、追跡や逃走や気配を消すなどに資質として現れ、動物ベースの魔物に特に力を発揮する。飛び道具や移動能力への適性から歩兵としては最も優れている系統。
伐採系は、人類が植物を伐採してきた技能が強く発現したもの。「切る」ことに優れており、刃物の扱いに長ける。接近戦では超人の中で最も優位。有機属性、特に植物ベースの魔物に力を発揮する。その性質から伐採系はキャベツの千切りがとても得意であるため自分の系統の分からない超人の伝統的な判別法になっている。
汚染系は、人類が汚染物質で環境に影響を与えてきた技能が強く発現したもの。固有能力は体内・体外での特定物質の精製や操作や適合など。個人差が大きく決まった特徴は少ないが、戦闘向けではないが応用範囲が広い能力であることが多かったり、体内の循環器系をコントロールする副次効果で出血を止めたり体力の回復がやや早かったりする。
書き換え能力（リライト）
命を使い、自身を望む状態に書き換える力。この能力を持つ者は書き換え能力者（リライター）と呼ばれる。
狩猟者の能力でありながらその枠組みから外れた力であり、上手く使えば絶大な力をもたらすが、使用毎に寿命を削るだけではなく、精神の崩壊や肉体の異形化も招く恐れがある。
「目」
ステルス能力や認識攪乱能力を持つ魔物を見ることができる能力、またはその能力を持つ者。それによって「鍵」を見つけることができるため、ガーディアンでは重宝されている。
人によって見え方が違い、直接見ることで認識撹乱を破るもの、能力の影響を見る者、遠距離からでも感じ取れる者などがいる。

### 勢力
鍵をめぐる勢力について記述する。
ドルイド
魔物使い最大派閥のガイアとは関係なく残っている魔物使いの一派の一つ。鍵を守ることが宿命づけられている。口伝は禁じられており特殊な魔物である宿り木を介して秘伝を受け継がせていく。宿り木にはドルイドの知識が記憶されている。
ドルイドの魔術はパワースポットを利用したものが多い。パワースポットを利用して魔物を行使できるため、複数の魔物を使役することができる。
ドルイドはガイアやガーディアンでもわからない鍵の出現を把握したり、強力な認識阻害能力が働いている鍵が初めから見えたり、知能を得ていない状態の鍵と交渉が出来るなど鍵に対しての技術も備えている。
現代の風祭市に存在するドルイドは小鳥の一人だけである。
ガイア
魔物使いたちからなる、星、ひいては「鍵」を崇め星の再生を掲げる組織。転じてこういった星を尊重する思考を現在は「ガイア主義者」と呼ぶ。時代の流れの中で多くの魔物使いやその派閥を吸収や傘下にした結果巨大化したが、一枚岩というわけではない。
ナポリに本部を構える環境保護団体マーテルが母体となっており、魔物使いや鍵のことを知らない一般人の会員は全世界で3000万人にも及び、その中での上層部やその直属的な傘下や才能や思考から選ばれた人がガイアになる。過去は宗教としての側面が強かったが、現在は時代に合わせて科学団体としての面を強め宗教観を薄くしている。マグナ・マーテル会日本支部は、古い思考をもち当代の聖女である加島を崇める聖女派と、元陸上自衛隊員の洲崎が改革を行ったことで科学団体や戦闘に実用的な組織となった強硬派に分かれている。朱音などは前者、戦闘員の魔物使いたちなどは後者となる。ガイア所属の魔物使いであってもガイア主義者でない者もおり、ガーディアンに生まれ育った村を壊滅させられて転々としたのちはや、ミドウたちのように魔物使いとしての腕と破壊衝動を買われて属している者、幼少期から魔物使いの才能を発現させたことで居場所がなかったしまこのような者などもいる。
世界を変えうる組織だが、魔物使いの精神的な資質やガーディアンとの対立もあって、環境保護などは行っているもののあくまで人間社会のルールに沿ったものでしかなく、このままでは星（鍵）が人間へ滅びという裁定を下すであろうという諦念と、鍵を守ることに命を使うことや鍵の力でアウロラに還元され星の活力になることに救いを見出す悲観的な考えが蔓延している。
『Rewrite Harvest festa!』の朱音編では通常の環境保護団体になっている。
聖女派
特殊な魔物使いである聖女を中心としたガイア内の派閥。聖女会とも呼ばれている。混濁増大した妄執と憎悪を受け継いだ聖女の影響やその思想に共鳴したガイア内でも特に生命と世界への悲観的な思想が蔓延している派閥。洲崎によって権力の大部分を削がれたが、聖女のカリスマや歴史の深さからそれでもかなりの権威を保っている。ガイアでは本来は人類の行く末は星（鍵）が選択するべきとして鍵を自分たちでどうこうすることは無いのだが、聖女会は六億年前の地層から魔物使いが引き出した断片的な旋律を解読・研究することで天変地異を祝う意味を持つ自然の調べ「聖歌」として完成させ、選りすぐりの魔物使いたちで構成された聖歌隊が唄うことで植物を始めとした自然への揺さぶりと鍵の救済の後押しを行う試みが秘密裏に進められている。
強行派
洲崎周一郎による組織改革で出来たガイア内の派閥。権力闘争や情報戦などガイアでは素人同然だった部分を改革し、現代に合わせ現実的な考えにしたもの。魔物使いでも生きることへの執着心を持ったものが重用されている。強力な魔物の開発やガイアの魔物使いでは軽んじられていた燃費の悪さの改善などの研究や暗殺や破壊活動など、反社会的な面も強くなっているが洲崎の真意は魔物を産業化させて星規模でのテクノロジーの改革を行うことでの星と人類の共存共栄である。
ガーディアン
超人たちからなる、鍵及びそれを信奉するガイア主義や魔物を討ち人類の存続を掲げる組織。ガイアと同じく、近代化に伴って組織化した。関係する人間は億単位だが、ガーディアンはあくまで宗教団体や財閥などの連合の一部門、といった形になる。そのため派閥間の内部対立や情報隠蔽、足の引っ張り合いもある。
特に、キリスト教圏を本拠地とする特別教区と、環太平洋一帯に強固な連携を作り上げた全人会議が双肩をなす。「教区」側は悪魔狩りセクションなどの前時代的なものを保持し、歴史も長い。「会議」側は兵器・航空・海運産業などを支配する。西九条などは前者、江坂などは後者に属する。しかし風祭戦線では、指揮官である江坂の意向で、派閥意識は封じ込められている。
江坂たちが現役時代に組織していた部隊はバイアーン帯剣緑地騎士団と呼ばれる。
人間の変革を肯定し得る組織だが、超人の精神的な資質やガイアとの対立もあって、現在の社会や宗教を守ることを第一とする保守的な考えと、根本の問題からは眼を逸らす独善性が強固になっている。
『Rewrite Harvest festa!』の静流編では超人の自警団となっている。

### 魔物
命（アウロラ）の力によって動く仮初の生命の総称。大抵の魔物は魔物使いが『創出』し、命を繋ぐ線である『契約』を結ぶことで命を注いだ物だが、自然に生まれる魔物や魔物使いを必要とせず自立する魔物も極僅かだが存在する。人間が魔物を作る場合は動物の遺体や植物、鉱物などを用いて魔物使いが組み上げるが、波長が合ったり然るべき調整を行えばただの玩具なども魔物として扱うことは可能。実在しない生物を作りあげる「架空種」と呼ばれる魔物もいるが、実在の生物を魔物化させたものより性能を上げるには生物学的センスが必要である。大抵は自我がなく魔物使いが操作するが、魔物の材料の持つ本能・記憶やシステムとして創出時に工夫することである程度のオート操作も可能。魔物化したモノは破壊されると塵となって消え失せる。魔物使い、魔物という呼ばれ方はガイアの流派での呼ばれ方で、国や時代によっては、ジンや精霊などとも呼ばれ、畏怖や崇拝の対象となっている。ドルイドの流派は自分の寿命の代わりにパワースポットのエネルギーを使って魔物を行使できる。風祭で頻繁に目撃されるUMAの大体はこの魔物である。風祭市で石の町に待機している魔物や、空間を移動できる能力を持つ高位の魔物は、喚起の法で遠くから呼ぶことができるが、普通は物理的手段で運ぶしか無い。また、命を使う関係上使わない時は保存しておくため、生き物を素材に使った場合は冷蔵庫などを使わないと素材が腐る可能性もある。
黒犬
ガイアの一般的な魔物使いが操る黒い犬のような魔物。「猟犬」とも呼ばれる。ガーディアンではこのタイプの魔物は「ハウンドタイプ」とも呼んでいる。魔物の中では弱い方だがそれでも一般人では太刀打ちできず、逆に超人にとってはこれを1人で倒せるのが平均的な超人という戦闘力のある程度の指針になっている。バリエーションとしては自爆タイプや群狼と呼ばれる若干の強化型、人を食う赤犬などがいる。
リーフバード
葉から創出される鳥型魔物。燃費もよく折りたたみも出来るため様々な魔物使いが持っている。魔物使いと視界共有することで偵察にも使える。戦闘力には乏しいがバリエーションも多く、電波妨害を行う能力を持った「ねじまき鳥」、朱音がよく使う他のリーフバードとの中継能力を持った「物見鳥」、瑚太朗の視界に映像を送ることが出来る小鳥専用の「黄金鳥」などがいる。
エント
別名「木人」。木から創出される魔物。戦闘力は基本的に低いが燃費は良い。荷物の運搬などに使う人型、運動性能をある程度補った疑似獣型、パワーはあるが動きが鈍い巨人型などのバリエーションがある。
宿り木
ドルイドの聖典である、植物型の魔物。移動能力はなく通常の植物のように繁殖という形で場所を移す。相性の良い人間に接触した時にその相手にドルイドの知識を授ける。
魔物のレシピは植物型の魔物が多く、動物型の魔物についての知識は少ない。エント、リーフバード、パンのような味の魔物などがある。人間の魔物化についても記されているが、大昔の価値観のせいなのか「死者を蘇らせる方法」として刻まれている。
ディーマ、リューバ、ベレゾフカ、ウーリー
声 - 篠宮沙弥（ディーマ）、朝樹りさ（リューバ）
小鳥が創出した小型マンモスの魔物たち。量産型ちびモスでちびモスほどの性能はないが燃費は良く、オートバトルも出来るため複数同時に扱いやすい魔物。
ディノニクス
加島桜が設計した恐竜型魔物。化石から創出されている。暗闇の中でも行動できて俊敏性や殺傷力も高い。バリエーションとしては自爆するものや汚染物質を撒き散らすものがいる。
石の町
風祭市に重なって存在する圧縮空間。ガイアからは移動や魔物の運搬・保存に使われている。現世側の風祭市を複写する性質が在る。一種の魔物であり、波長の合う者は偶然迷い込むことがあるため風祭市の都市伝説の原因になっている。
元々は真空に近い生命の存在が不可能な空間だったが、長い時間と何万人もの魔物使いたちの命の力で整備・拡張された領域。電気ガスなどの現代のインフラは無いが太陽の代わりとして光る雲の魔物や命の力を用いた生存可能圏の確保や、現世から移植した動植物などによる自然環境の再現、生活必需品や食料などが運び込まれ、救済が起きた時の避難所となるべく数万人の人間が計算上は1000年生存が出来るように洲崎によって手配されている。
出入りには特別な粘菌型魔物を使う、空間的に現世と繋げて魔物を呼び出す「喚呼の術」「喚起術」、石の町の空間と契約して石の町内を移動するなど様々なアプローチが行われている。
観測者
機能特化型の植物の魔物。存在自体がある種のもつれを起こして非物質的に不安定で、現世と石の町に重なって存在することが出来る。それを用いて現世と石の町を繋ぐ門として用いられている。石の町には聖女会が管理する高さ800メートルに及ぶ巨大な観測者の樹も存在し、認識撹乱の力で隠蔽されその頂上には現世側と繋がる神殿が設置されている。
リーフドラゴン
ウツボカスラをベースにした翼竜のような魔物。鞭のようにしなる吸引器官での刺突や血を吸い取ることで敵を殺傷する。吸引器官にはかえしがついていて一度刺さると中々抜けない。無数の小部屋に別れた気球のような構造で体内で生み出した浮遊ガスで浮き、羽ばたきではなく噴出空気で移動する。小鳥曰く（古代にいた強力な魔物も含めて）魔物全体から見た強さは中の下くらい。瑚太朗曰く「（一般人）100人よっても勝てない」。ガーディアンの兵でも安全に対処するには3人がかりで挑んでいる。特徴として総重量が25キロしかないため使わない時は折りたためばトランクに入れて持ち運ぶことも出来るため利便性に優れる。総数こそ少ないが量産もされている。
井上探索時にオカ研メンバーが遭遇し、オカ研の決定的な崩壊を招いた。
地竜
声 - アドレナ・リン
ディナモサウルス（ティラノサウルス）をベースにした巨大な魔物。古い魔物で長い年月の中で自意識を持ち喋るまでになった。ガーディアンの超人たちが束になってかかっても太刀打ちできないガイアでも最強クラスの魔物で聖女派の切り札。その分燃費は悪く数人がかりでようやく使役できる。それでも魔物使い自身が命を落とす危険性が高い。
巨大な恐竜でありながら体格に任せた戦い方はせず、体格に見合わない俊敏性で相手を殺傷するだけの隙の少ない最小限の攻撃を織り交ぜた人間のように格闘術を使いこなし、超人との戦闘経験にも慣れている。避けるべき攻撃や攻撃すべき時を見極める判断力、障害物や状況を利用した移動術、あえて隙を見せて敵の攻撃を誘ったり敵の武器を利用しさえもする戦術、超人の人外じみた変則攻撃や能力を読む鋭敏な感覚や思考力などを併せ持つ。
厳かで古めかしい喋り方をするが性格は謙虚で気さく。自分を使役する魔物使いが死んでしまうことに思うところはあるが、全ての命には自分で自分の命を終える権利があるとして深くは追求していない。趣味は散歩でプライベートの時に敵に襲われるのを嫌うが、自分の時間を大切にしているため散歩中に自分から攻撃を仕掛けることもない。
フォゴ
溶岩から生まれた、ガイア最強クラスの魔物。実際は何億というレベルの微細な個体の集合体であり、原生生物のように分裂して個体を増やし、分断されても再生するというほぼ不死身。ケイ素の性質をそのまま持っており、自在に構成成分を操ることができるため結晶化もできる、攻防すぐれた魔物。ガイアでも重要研究秘匿事項とされる最強クラスの魔物。ミドウが操る。ミドウ自身の魔物使いとしての優れた素質からミドウもフォゴの炎の力を一部操れる。
クリボイログ
鉄鉱石、タランチュラ、タコ、その他を組み合わせた魔物。核にも衝撃だけなら耐えられそうな甲殻と鎧のような多関節の触手を武器にし、頭をタコのようにふくらませて、浮くこともできる。ガイアでも重要研究秘匿事項とされるガイア最強クラスの魔物。テンマが操る。テンマとは仲良しで従順で燃費もこのサイズと性能としては悪くない。
キリマンジャロ
羽虫や古代の海洋生物の化石などから作られた魔物。高速で空を飛び、羽の内部で反射増幅させた光をコヒーレント光として放ち攻撃する。ガイアでも重要研究秘匿事項とされるガイア最強クラスの魔物。テンジンが操る。実は防御力が低く我儘で燃費もそこそこきついが、攻撃の届かない上空からのレーザー乱射は強力。
咲夜（過大強化）
咲夜を器とした魔物の限界到達点。様々な魔物の素材が含まれ、無茶苦茶な特性持ちに仕上がっている。強大な力の代償に人間では操りきれないため、パワースポットや大地のエネルギーを吸い取って利用している。咲夜が器となったため、ちはやとの契約がなされている。人類滅亡とトレードオフに人類の持つ熱量すべてを総動員でもしない限り倒せない上、再生する。
咲夜HB
MOON世界で瑚太朗が咲夜の再現を試みたがどうしても完全な再現が不可能であったため、身体は肥大化して人格も咲夜のものが反映出来なかったHB（ヘビボディ）な魔物。それなりに強く執事スキルも持つが本家にはまるで及ばない。

## 開発
本作の原案のアイデアが誕生したのは企画・原案を担当した樋上いたるによると「智代アフター」の開発期間中の2005年頃としているが、シナリオライターの都乃河勇人は2004年のテキストが存在していたと述べている。
2008年4月1日、ゲームブランド・Keyの完全新作として特設サイトが開設された。後にサイト内にて発表されたシナリオライターは、田中ロミオ（代表作『CROSS†CHANNEL』）、および竜騎士07（代表作『ひぐらしのなく頃に』）。麻枝准は、シナリオは担当せず、音楽についてもボーカル楽曲のみ担当し、主にクオリティコントロールとして参加する。作中のBGMは主に折戸伸治が担当する。

ただ、発表が4月1日であるうえ、田中や竜騎士という本作までKeyとは関わりのなかった有名ライターが参加すること、公開直後は「Key新作」ではなく「ey新作」と表記されていたこと、竜騎士が自身のサイトでネタであることを匂わせたこと（対象の記事はすぐに削除されたが、それも竜騎士07のネタであった）などから、当初はエイプリルフールネタと思われていた。なお、2010年4月1日には「18禁化決定」という嘘の情報が公式サイトトップで表示され、翌日にレーティングは全年齢対象であることが正式発表された。『電撃G's magazine』2008年11月号の巻頭特集『Rewrite』スタッフインタビューにおいて、作品の基本はいわゆる学園モノであることや主要な登場人物などが明らかにされている。
ビジュアルアーツ発売のKey作品で初めての16:9（1280x720）作品である。
都乃河は、「Rewrite開発日記」にて、『リトルバスターズ! エクスタシー』のような18禁追加版を出す予定は絶対にないと宣言している。
シナリオ全体の骨組みを作っているのは田中である。日常シーンは『リトルバスターズ!』のようにキャラクター同士の絡みが多くわいわい楽しい雰囲気になるが、後半はシリアス、感動系、ミステリーなどさまざまなストーリーに分化していくようである。
シナリオライターの招聘も難航した。田中を指名したのは樋上である。これは様々なゲームをプレーした結果「ロミオさんに頼みたい」と決めたことによるもの。ただ、田中は多忙でオファーに応じないだろうという覚悟はしていたとオファーした当時を振り返った。竜騎士の指名は田中を招聘して企画を進めていたところにビジュアルアーツの社長である馬場隆博が「竜騎士を連れてこられないか？」との発言がきっかけになった。2007年秋頃には話が通っていた。なお、企画書が通る前に一度だけ馬場へ企画書を提出したが、改善点を指摘されて却下されている。
樋上が最初に手掛けた本作の原画は「ちはやが木に引っ掛かっている」というもので、当初はその言葉の意味が理解できなかったと振り返っている。また、発注書を基に想像した絵と、シナリオライターから求められている絵との間に違いが生じてしまうこともあり、違いを埋めるのに苦慮した。そのため周囲や、発注元に出向いては相談して、時にはポーズを取らせて原画を制作した。一方で顔のアップの原画は割と楽であったという。
樋上によるとゲーム作品の原画一枚にかかる制作時間は最短で二日はかからないが、手が込んだものになると三、四日はかかる。これは物理的手間がウェイトを占めるためである。本作での製作時間は以前の作品に比べて長くなっている。これは原画サイズの拡大と、樋上のデザインしたものがフリルを多用した制服と髪がロングヘアーという組み合わせによるもので、ブラッシュアップするにしても手間が込んでしまうためである。そのため樋上はデザイン自体気に入ってはいるものの描くたびに「しまったー！」と後悔してしまったという。ただ、表紙デザインでは比較的短期間で仕上げることができたと述べている。これはゲーム中に登場する絵が制作されるのは発注を受けてからであるのに対し、表紙デザインの絵では登場キャラクターと制服着用の有無を指定する発注自体はあったが、時間がある時に制作されていたことによるものである。表紙デザインのラフを見た制作進行の藤井知貴は出来上がりの早さに「えぇ、もう!?」と驚きを隠せなかったと、当時を振り返った。
竜騎士は秋葉原の『リトバス展』でKeyに誘われたのがファーストコンタクト。田中ロミオの脱稿前に、設定資料を片手に『Rewrite』のシナリオを真っ先に書き始めている。ルチアはプロットに存在しなかったが、竜騎士の提案で書かれたキャラである。
3月23日には諸般の事情から発売日を4月28日から6月24日へ延期し、『クドわふたー』初回限定版に同梱された体験版からバージョンアップした体験版を配布している。
本作を快適にプレイできるかの目安となるベンチマークソフト『ちはやローリング』が公開されている。
初回特典には、オフィシャルガイドブックやアレンジアルバム、ラジオCDなど7点が封入されている。また、地上波テレビ（TBSや独立局などの深夜帯）でCMが放送されている。
発売日当日となった2011年6月24日に早朝から販売する店舗があり、ファンが行列を作る光景が見られ、ゲーマーズによると150人程が詰めかけたとしている。

## スタッフ
- 制作 - Key
- 企画原案・原画 - 樋上いたる[26]
- 世界設定 - 田中ロミオ
- シナリオ - 田中ロミオ、竜騎士07、都乃河勇人[26]
- 音楽 - 折戸伸治、麻枝准、井内舞子、細井聡司、水月陵[26]
- モンスターデザイン・原画・彩色 - 氏河凌宇
- CG - しのり〜、Na-Ga、餅介、田山みにも
- 背景 - 鳥の
- QC（クオリティコントロール・監修） - 麻枝准
- ムービー制作 - RMG
- 2ndオープニングアニメーション制作 - WHITE FOX / アニメーション監督 - 田中基樹

## 主題歌
Rewrite
オープニングテーマ「Philosophyz」
作詞 - 都乃河勇人 / 作曲 - 折戸伸治 / 編曲 - MintJam / 歌 - 水谷瑠奈 (NanosizeMir) 
2ndオープニングテーマ「Rewrite」
作詞・作曲 - YOFFY / 編曲 - 大石憲一郎 / 歌 - サイキックラバー
（小鳥・ちはや・ルチア）エンディングテーマ「闇の彼方へ」
作詞・作曲・編曲 - 塚越雄一朗 (NanosizeMir)  / 歌 - 水谷瑠奈 (NanosizeMir) 
（静流）エンディングテーマ「恋文」
作詞 - 都乃河勇人 / 作曲 - 折戸伸治 / 編曲 - MANYO / 歌 - やなぎなぎ
（朱音・ルチア挿入歌）エンディングテーマ「偽らない君へ」
作詞 - 竜騎士07/07th Expansion / 作曲 - 折戸伸治 / 編曲 - 森藤晶司 / 歌 - やなぎなぎ
（Moon）エンディングテーマ「渡りの詩」
作詞・作曲 - 麻枝准 / 編曲 - ANANT-GARDE EYES / 歌 - 多田葵
（Terra）エンディングテーマ「CANOE」
作詞 - 麻枝准、田中ロミオ / 作曲 - 麻枝准 / 編曲 - ANANT-GARDE EYES / 歌 - 多田葵
Rewrite Harvest Festa!
オープニングテーマ「Harvest」
作詞 - 都乃河勇人 / 作曲・編曲 - 井内舞子 / 歌 - 多田葵
エンディングテーマ「ささやかなはじまり」
作詞 - NanosizeMir / 作曲・編曲 - 塚越雄一朗 (NanosizeMir) / 歌 - 水谷瑠奈 (NanosizeMir)
挿入歌「Philosophyz」「偽らない君へ」「渡りの詩」

## CD

### 音楽CD
Philosophyz
『Rewrite』のオープニングテーマ曲とエンディングテーマ曲を収録。作品発売に先駆けて2011年1月28日発売された。
Rewrite
『Rewrite』の2ndオープニングテーマ曲を収録。作品発売に先駆けて、2011年5月27日発売。
Soil
『Rewrite』のゲーム中で使用されたBGMのリミックス曲を収録。『Rewrite』初回限定版の特典。
Rewrite Original SoundTrack
　『Rewrite』のゲーム中で使用されたBGMに合わせ、各テーマソングのフルコーラス版とボーナストラック2曲を加え3枚組全63曲を収録。2011年8月12日にコミックマーケット80で先行販売、10月28日に一般販売された。
“Feast”Rewrite Harvest festa! Original Soundtrack
2012年07月27日発売。
Branch
『Rewrite』のゲーム中で使用されたBGMのリミックス曲とボーカル版を収録。2011年12月29日にコミックマーケット81で販売の『Keyセット』内収録。
Feast
『Rewrite Harvest Festa!』で追加されたBGM、およびオープニングテーマ、エンディングテーマを収録。『Rewrite Harvest Festa!』初回限定版の特典。
dye mixture
『Rewrite』、『Rewrite Harvest Festa!』のゲーム中で使用されたBGMのリミックス曲を収録。編曲はMintJam、2014年3月28日に発売。
crann mor
『Rewrite』のゲーム中で使用されたBGMのリミックス曲とボーカル版を収録。編曲は樋口秀樹、2015年12月29日にコミックマーケット89で販売。アニメ化記念CD。
Philosophyz/ささやかなはじまり
テレビアニメ『Rewrite』のオープニングテーマ曲とエンディングテーマ曲を収録。2016年7月27日に発売。
End of the World/へたくそな唄、Word of Dawn/おきらく☆きゅうさい
テレビアニメ『Rewrite』で使用の新規ボーカル曲を収録。2016年9月21日に発売。
アニメ Rewrite Original Soundtrack
2017/06/28発売。
Rewrite Arrange Album 'Selene'
『Rewrite』、『Rewrite Harvest Festa!』のBGMとボーカル曲のリミックス版を収録。『Rewrite+』の特典。
2017/12/13発売。
Rewrite 10th memorial Arrange Album ‘Forestia’
2021年12月18日発売。

### ラジオCD
ラジオCD「Rewrite 月刊テラ・風祭学院支局」 vol.1
2011年9月30日発売。CD2枚組で、1枚目（オーディオCD）に新規録り下ろし番組を収録、2枚目（CD-ROM）に第1回〜第10回までの番組をMP3で収録。コミックマーケット80やプロトタイプファン感謝デー2011などで先行発売される。
ラジオCD「Rewrite 月刊テラ・風祭学院支局」 vol.2
2012年1月27日発売。CD2枚組で、1枚目（オーディオCD）に新規録り下ろし番組を収録、2枚目（CD-ROM）に第11回〜第20回までの番組をMP3で収録コミックマーケット81で先行発売。

## Rewrite Harvest festa!
2012年7月27日に発売した本作のファンディスク。
2017年5月18日にPS Vita版が発売された。

### 概要
各ヒロインに関連する6本のミニシナリオと1つのRPG風型ミニゲームを収録している。

#### この良き日に
神戸小鳥ルートの後日談
あらすじ
風祭市で起きた鍵を巡る争いはガーディアンによる鍵の破壊の成功で終結。風祭市で活動していたガーディアンとガイアはどちらも風祭市から引き上げ、新たな場所での生活を始めていた。
そんな頃にかつて天王寺瑚太朗の周囲で活動していた両組織の構成員に写真が届き、大混乱に陥る。それは天王寺瑚太朗と神戸小鳥の結婚報告と謝辞であった。
そして時は一年前に遡る。
主な登場人物
天王寺瑚太朗
パワースポットの消失と契約破棄により瀕死状態になるが小鳥と吉野によって病院に運ばれ治療を受けてなんとか生存。
リライトで強化した力どころか超人能力も失い虚弱体質となるが、互いの負い目を精算した状態で小鳥に想いを告げるべく病院を脱走して神戸家へ向かう。
神戸小鳥
ドルイドの役目を終えるも、改めて瑚太朗と向き合うことを怖がってしまい奇妙でギクシャクした関係になってしまう。
しかし吉野との会話で覚悟を決めた瑚太朗の必死の告白で交際を始め卒業式に結婚した。
吉野晴彦
本編で全力を出した瑚太朗を認めて以前のようなキツさはなくなったが、惚れていた小鳥と瑚太朗のギクシャクの間に挟まれたり受験の闇に飲まれたり苦労人。

#### 遠くまで旅する人たちへ
鳳ちはやルートの後日談
あらすじ
鍵を巡る争いは良い記憶を見つけたとして鍵が大地に還り、朱音によって過剰強化された咲夜も瑚太朗たちの奮闘で阻止されて長い年月が経った。
年老いた瑚太朗は住み慣れたちはや邸でアルバムを見つけ若き日の想い出に想いを馳せる。
主な登場人物
天王寺瑚太朗
本編を経て超人としての能力を高めたが、基本的に平和なため出番なし。あまりにだらけきったオカ研の現状に不満を持ってクエストを持ちかける。
鳳咲夜
本編ラストでの喚呼法が成功して生還した。瑚太朗とちはやの仲を認め、瑚太朗をちはやに相応しい男にする方向に態度を変えている。
年老いた瑚太朗同様に身体は限界を迎え、ちはやと瑚太朗に別れを告げた後にMoon世界の決戦の場へと集約、自分の存在の全てを掛けた戦いへと挑む。
鳳ちはや
瑚太朗と恋人関係になったが箱入りの影響か恋愛観が小学生レベルにピュア。

#### ダブルチア
此花ルチアルートのif
あらすじ
瑚太朗とルチアの二人は恋人になった後に静流が倒れるといった問題が起きること無く幸せに暮らしていた。
そんな時にガーディアンから連絡が入る。
主な登場人物
此花 アカリ（このはな akari）
声 - 朝樹りさ
ガーディアンの次世代人類プロジェクトが生み出したルチアのクローン。保護された当初は寝たきりだったが、ルチアが近づくことで目覚める。生体基盤に自動アップデート機能が付いており、次第にルチアの人格、記憶すらコピーするようになり、ルチアの記憶とアカリとしての記憶の混同に悩むようになる。瑚太朗へのアプローチはルチアよりも積極的で、奥手なルチアをからかって楽しんでいた。
アニメ版では2ndシーズンの#14で瑚太朗の回想シーンでのみ登場。台詞はなし。

#### イチャ×2クエスト
千里朱音ルートのif。Moon編の語られなかった物語。
あらすじ
Moon世界で命の理論として枝世界を研究する篝であるが、その中には幹世界から離れたアウロラの不活性な枝世界も存在する。その世界では能力者はまともにおらず、微妙に違った人間関係があった。
主な登場人物
天王寺瑚太朗
占星術研究会所属の風祭学園生。同級生の吉野とはホビー仲間。ガーディアンもガイアも存在しないが事故により進学が2年ほど遅れている。
加島朱音
占星術研究会の会長。聖女候補ではないがマーテルの重鎮の加島桜の養女であるため大きな権力は持ったまま。発達の遅れはなく幼少期は典型的なお嬢様だったと瑚太朗から語られる。

#### Strange fantasia
おっぱいエンド後日談における中津静流ルートif。
あらすじ
ギャグルートに突入した天王寺瑚太朗が世界をおっぱいを愛する心で書き換えたことで人類はおっぱいを愛し敬い平和になり、おっぱい星を目指すという目標のもとに宇宙開発も急速に進んでいた。しかしこの状況に本末転倒の危機感を覚えた篝はある行動に出る。
主な登場人物
天王寺瑚太朗
おっぱいを愛する世界に書き換えた張本人。基本的にギャグであるが時折Moonの自分や本編静流ルートの自分に影響される。
終盤では篝の力により超人と魔物使いの最強ヴァージョンとして強力なオーロラで戦う。
中津静流
瑚太朗のことが気になる下級生。この世界では両親と妹と仲良く暮らししている。
篝
枝世界の鍵であるがMoon世界の干渉なのか知能と意思を得ている。メタフィクションに近い視点を持ち、この状況によくわからない危機感を感じて科学者に協力して超次元バカ弾を開発したりするが、おっぱい世界の影響で基本的に頭が悪い。
今宮新
おっぱい世界に違和感を感じる数少ない人物。しかしそのせいでノリについていけず暴走するヒロインに振り回されたりと苦労人。

#### あなたの記憶の物語
篝ルート。Moon編の語られなかった物語。
あらすじ
天王寺瑚太朗はふと気がつくと収穫祭まであと僅かの風祭学園にいた。何かを忘れているような感覚を覚えながらも、浮いている転校生の篝の世話をしたり、大盛況の収穫祭を楽しむ。
主な登場人物
未来来（ミラクル）篝
風祭学園の瑚太朗たちのクラスへの転入生。その場で考えたような苗字を出したりマニュアル本そのままの言動をしたりと違和感が大きい。
途中までは瑚太朗たちと日常を過ごすがある時から姿を見せなくなり、町の外れでひたすら魔物と戦うようになる。
正体はMoon編の月の篝の意識。研究のために無数の枝世界から「絶望して死ぬ直前の人間」の意識を抽出、滅びた枝世界に残されたアウロラを用いて仮初の身体と町を作り上げた。
人間への理解のために自身の精神構造を人間レベルに落とすが、そのことで自分がどれだけ罪深いことをしてきたかを認識し、最後に多くの罵倒や怨嗟を受ける覚悟で必死に最後の1人が町を去るまで世界の維持を努めようと戦っていた。

### リライト・クエスト
上記の6シナリオクリア後にプレイできるようになる。ストーリーとしてはMoon編ifとなり、Moon編では実現できなかったメンバーまでも加えてダンジョンを潜っていく。RPG方式で超人や篝は技に設定された「狩猟系」「伐採系」「汚染系」の属性で相手の弱点を突いたり、魔物使いは魔物を装備して戦わせることが出来る。
あらすじ
Moon世界で生命存続のために篝とその研究を加島桜から守るべく存在する天王寺瑚太朗だが、向こうからこちらに魔物を送れるならそれを辿って何か出来るのではないかと思いつく。高次元罵倒で無意味を語る篝だが瑚太朗が食い下がったため、瑚太朗をMoonとも異なる「聖女の敵意とその道筋」を可視化した世界へと送り込む。

#### 戦闘参加可能キャラクター
この世界においてはアウロラが微妙に変化している為に本来の力は発揮できず、この状態で普通の黒犬等の魔物に遭遇する事は篝曰く「Lv1でキラーマジンガに遭遇するようなもの」。
天王寺瑚太朗
攻撃スキルに特化した前衛タイプ。反面補助スキルは非常に少ない。
神戸小鳥
回復スキル特化の後衛タイプ。魔物召還以外の攻撃スキルを持たない。
鳳ちはや
防御に特化した前衛タイプ。敵の攻撃を一手に引き受けるスキルでパーティの盾となる。
此花ルチア
攻撃スキルに優れる前衛タイプだが、アイテムによる回復も多少こなせる。
中津静流
攻撃にも補助にも回れる万能タイプ。前衛でも後衛でもこなせる。
千里朱音
パーティを強化する補助スキルに特化した後衛タイプ。
鳳咲夜
吉野晴彦
前衛タイプ。篝に一応戦えるようにしてもらったが、元々一般人なのでスキルは残念。
篝
しまこ
魔物召還に特化した後衛タイプ。魔物召還に関するスキル以外は一切持たず、攻撃も補助も魔物召還が全て。

## Rewrite IgnisMemoria
『Rewrite IgnisMemoria』（リライト イグニスメモリア）
2017年2月6日にAndroid・iOS向けに配信開始された戦略RPG。
戦闘画面はサイドビュー方式。画面左側にプレイヤーキャラクターのSDが最大三人縦に並び、画面右側に敵キャラクターが表示される。
キャラクターにセットしたスキルと、それを使うためのイグニスを駆使して敵を倒すことで進行していく。
シナリオではそれぞれ崩壊までの日付が存在し、クエスト一回ごとに１日経過する。残り０日になるまでにクリアしない場合は強制的に「再進化」が起きてシナリオ選択に戻される。また、再進化は任意で起こすことも可能。
再進化が起きた場合レベルは初期状態に戻るが、レベルに応じてRewriteレベルとして還元され、初期状態のステータスやMoonクエストでのレベルに影響する。そのためクエストのクリアと再進化繰り返すことがスキルカードを揃える以外では強くなるための基本行動となる。
2017年12月31日をもってサービスを終了した。

### プレイヤーキャラクター
天王寺瑚太朗
神戸小鳥
千里朱音
鳳ちはや
中津静流
此花ルチア
篝
鳳咲夜
しまこ
井上晶
西九条灯花
ぎる&ぱに
『Angel Beats!』より
音無結弦
仲村ゆり
立華かなで

### ストーリー（イグニスメモリア）
物語の時系列が原作Moon編で、瑚太朗が篝を守るために自分に縁の深いオカルト研究会や吉野や不良達を具現化させた後になる。
の理論を研究しているMoon篝を護る傍ら、オカルト研究会の面子が原作に登場した「地球シミュレーター」を弄って良い記憶や新たな可能性を探すというものになる。
地球シミュレーター
原作Moon編で瑚太朗がアウロラを使って作り出した地球のシミュレーター。篝が研究する枝世界と完全対応した命の理論とは異なり、命の理論から部分的に転写しているもののあくまで仮想世界である。
原作では朱音の操作ミスによる月の暴投での地球炎上、静流の速球による地球粉砕を経て、ちはやによる氷河期、小鳥による火山噴火、朱音による酸の雨、静流がデザインした凶暴な生物の出現などのカオスな操作の結果実際の地球とは全く異なる歴史を辿る。人類とは異なる知的生命の発生と、それらが興したアウロラによる魔術文明の発展、停滞による鍵の救済と再進化を見届ける中で、救済が起きるのにアウロラの量は関係がないことと、再進化後に以前静流が出鱈目に作り出した生物が環境に適したカタチで現れたことで進化の履歴を記録するアウロラの性質を知ることになる。
原作ではアウロラの性質の把握後に地球シミュレータは出てこないが、今作ではその後も自分たちの過ごした時代と環境と同じ設定にした地球シミュレータで、状況や設定などを様々に変えて検証や実験を繰り返している、という設定である。

### 主題歌（イグニスメモリア）
「Ignis Memory」
作詞 - 魁 / 作曲 - 折戸伸治 / 編曲 - 重永亮介 / 歌 - 黒崎真音

## テレビアニメ
2015年9月27日にアニメ化プロジェクトが発表され、2016年7月2日より9月24日までTOKYO MX・とちぎテレビ・群馬テレビ・毎日放送・BS11・AT-Xにて、1stシーズンが放送された。初回は1時間スペシャルで放送された。7話までは概ね原作に沿った話が展開するが、8話以降は原作のどのルートにも沿わない、オリジナルストーリー（篝ルート）を展開している。
2016年7月3日よりインターネットラジオ『テレビアニメ「Rewrite」ラジオ 月刊テラ・風祭学院支局』がニコニコ生放送・音泉・HiBiKi Radio Stationにて配信されている。
2016年9月24日の1stシーズン第13話の放送後、2ndシーズンの放送が発表された。2ndシーズンは1stシーズンと同放送局にて、2017年1月14日から3月25日まで放送された。
2ndシーズンでは、原作のMoon編とTerra編が描かれる。#14の回想シーンにおいてif世界の中にFDのHarvest festa!の世界も含まれている。

### スタッフ（アニメ）
- 原作 - Key/ビジュアルアーツ
- 監督・シリーズ構成 - 天衝
- 構成・脚本協力 - 田中ロミオ、魁
- 脚本 - あおしまたかし、髙橋龍也、伊神貴世
- キャラクター原案 - 樋上いたる
- キャラクターデザイン・総作画監督 - 野中正幸
- 総作画監督 - 中川洋未
- 美術設定 - 塩澤良憲
- 美術監督 - 井上一宏
- 色彩設計 - 村上智美
- 撮影監督 - 小川克人
- CGIディレクター - 高橋将人
- 編集 - 武宮むつみ
- 音響監督 - 濱野高年
- 音楽 - 折戸伸治、井内舞子、細井聡司、水月陵、麻枝准
- 音楽プロデューサー - 折戸伸治
- 音楽制作 - ビジュアルアーツ
- チーフプロデューサー - 鳥羽洋典
- プロデューサー - 新宅洋平、斉藤康夫、亀井博司、塩谷佳之、大和田智之、金庭こず恵、平川友香理、渡辺章仁、奈良井昌幸
- アニメーションプロデューサー - 葛西励
- アニメーション制作 - エイトビット
- 製作 - アニプレックス、ビジュアルアーツ、KADOKAWA アスキー・メディアワークス、MBS、TOKYO MX、BS11、ムービック、ブシロード、ローソン、エイトビット

### 主題歌（アニメ）
オープニングテーマ
「Philosophyz 〜TV animation ver.〜」（第2話 - 第4話、第6話）
作詞 - 都乃河勇人 / 作曲 - 折戸伸治 / 編曲 - MintJam / 歌 - 水谷瑠奈 (NanosizeMir)
第1話ではエンディングテーマとして使用。第24話では挿入歌として使用。
「End of the World」（第8話 - 第12話）
作詞・作曲 - 麻枝准 / 編曲 - MANYO / 歌 - 熊木杏里
「旅」（第14話、第15話）
作曲 - 麻枝准 / 編曲 - ANANT-GARDE EYES
「Last Desire」（第17話 - 第23話）
作詞 - 魁 / 作曲 - 折戸伸治 / 編曲 - 重永亮介 / 歌 - 黒崎真音

エンディングテーマ
「ささやかなはじまり 〜TV animation ver.〜」（第2話、第3話、第6話、第7話）
作詞・作曲・編曲 - 塚越雄一朗 (NanosizeMir) / 歌 - 水谷瑠奈 (NanosizeMir)
第8話では挿入歌として使用。
「恋文」（第4話）
作詞 - 都乃河勇人 / 作曲 - 折戸伸治 / 編曲 - MANYO / 歌 - やなぎなぎ
「サンブライト」（第5話）
作詞 - 竜騎士07/07th Expansion / 作曲 - 折戸伸治 / 編曲 - MintJam / 歌 - 北沢綾香
「Word of Dawn」（第8話、第9話、第11話、第12話）
作詞 - 魁 / 作曲 - 竹下智博 / 編曲 - MANYO / 歌 - 多田葵
「偽らない君へ」（第10話）
作詞 - 竜騎士07 (07th Expansion) / 作曲 - 折戸伸治 / 編曲 - 森藤晶司 / 歌 - やなぎなぎ
「闇の彼方へ」（第13話）
作詞・作曲・編曲 - 塚越雄一朗 (NanosizeMir) / 歌 - 水谷瑠奈 (NanosizeMir)
「Daisy Memory」（第14話）
作曲 - 井内舞子 / 編曲 - 樋口秀樹
「a seed leaf」（第15話）
作曲 - 井内舞子 / 編曲 - 水月陵
「渡りの詩」（第16話）
作詞・作曲 - 麻枝准 / 編曲 - ANANT-GARDE EYES / 歌 - 多田葵
「Instincts」（第17話 - 第23話）
作詞 - 魁 / 作曲 - どんまる / 編曲 - 塚越雄一朗 (NanosizeMir) / 歌 - 水谷瑠奈 (NanosizeMir)
「Canoe」（第24話）
作詞・作曲 - 麻枝准 / 編曲 - ANANT-GARDE EYES / 歌 - 多田葵

挿入歌
「Innocence Eye」（第15話）
作詞 - 水月陵 / 作曲 - 井内舞子 / 編曲 - どんまる / 歌 - 水谷瑠奈 (NanosizeMir)
「Rewrite」（第16話）
作詞・作曲 - YOFFY / 編曲 - 大石憲一郎 / 歌 - サイキックラバー

### 各話リスト
| 話数        | サブタイトル           | 脚本           | 絵コンテ          | 演出              | 作画監督 |
| 1stシーズン | 1stシーズン            | 1stシーズン    | 1stシーズン       | 1stシーズン       | 1stシーズン |
| ----------- | ---------------------- | -------------- | ----------------- | ----------------- | --- |
| #1          | 世界か、自分か         | あおしまたかし | 天衝 小島正士     | 英戸美津都        | 野中正幸 小島彰 石井かおり 外山陽介 桂憲一郎                                                                                      |
| #2          | 青春が始まる場所       | 髙橋龍也       | 小島正士          | 江口大輔          | 佐藤天昭 石井かおり 日高真由美 徳倉栄一                                                                                           |
| #3          | ウェルカム、超常現象   | あおしまたかし | 村山公輔          | 村山公輔          | 糸島雅彦 山内則康 亀谷響子 外山陽介 金田弘子                                                                                      |
| #4          | いつかあの日に帰るまで | 高橋龍也       | 浅井義之          | 和泉志郎          | 池田広明 岩田芳美 南原孝衣子 |
| #5          | アサヒハルカ           | 伊神貴世       | 細田直人          | 中山敦史          | 菊地康仁 油谷陽介 小島彰 福永智子 酒井秀基 柴田篤史 鈴木祥子 石井かおり                                                           |
| #6          | オカ研活動記録         | あおしまたかし | 吉田泰三          | 森義博            | 糸島雅彦 山内則康 鎌田均 |
| #7          | 失われた場所           | あおしまたかし | 小島正士          | 間島崇寛          | 櫻井祐哉 佐藤天昭 小島彰 外山陽介 福永智子 酒井秀基 八木澤修平 柴田篤史 竹本未希 菊地康仁 金田弘子                                |
| #8          | 我が名は篝ちゃん       | あおしまたかし | 小島正士          | 関大              | 桜井このみ 佐藤このみ 山崎輝彦 金璐浩                                                                                             |
| #9          | 回り始める運命         | あおしまたかし | 吉田泰三          | 森義博            | 山内則康 謝苑倩 糸島雅彦 鎌田均 石井かおり 柴田篤史 浜津武広                                                                      |
| #10         | ただ、友として         | あおしまたかし | 村山公輔          | 村山公輔 間島嵩寛 | 菊地康仁 酒井秀基 油谷陽介 八木澤修平 桂憲一郎 竹本美希 小島彰 福永智子 鈴木祥子 柴田篤史 馬場竜一 佐藤天昭 金田弘子              |
| #11         | カウントダウン         | あおしまたかし | 名和宗則 植田均   | 中山敦史          | 菊地康仁 北村淳一 日高まなみ 重原克也 佐藤このみ 山内則康 糸島雅彦 梶浦紳一郎                                                     |
| #12         | 滅びの歌               | あおしまたかし | サトウシンジ      | 森義博            | 菊地康仁 小島彰 酒井秀基 油谷陽介 竹本美希 福永智子 山内則康 梶浦紳一郎 糸島雅彦 鎌田均                                           |
| #13         | 君とかわした約束       | あおしまたかし | 小島正士 江畑諒真 | 江口大輔          | 柴田篤史 八木澤修平 菊地康仁 石井かおり 佐藤天昭 福永智子 馬場竜一 酒井秀基 小島彰 日高真由美 油谷陽介 佐藤このみ 山内則康 謝苑倩 |
| 2ndシーズン |                        |                |                   |                   | |
| #14         | 三杯のコーヒー         | あおしまたかし | 小島正士          | 中山敦史          | 中川洋未 菊地康仁 小島彰 |
| #15         | 静かな海の蜜の月       | あおしまたかし | 天衝              | 江口大輔          | 山内則康 八木澤修平 柴田篤史 佐藤このみ 福永智子 竹本未希                                                                         |
| #16         | 誰も知らない真実       | あおしまたかし | 小島正士          | 間島崇寛          | 小島彰 糸島雅彦 小林利充 日高真由美 酒井秀基 中島美子 菊地康仁 石井かおり                                                         |
| #17         | 地球救済ハンター       | 高橋龍也       | 松林唯人 天衝     | 森義博            | 菊地康仁 小菅和久 石井かおり 竹本未希 酒井秀基 小島彰 山内則康 梶浦紳一郎 糸島雅彦                                                |
| #18         | 超人の資質             | 高橋龍也       | 吉田泰三          | きみやしげる      | 大谷道子 薮田裕希 﨑口さおり |
| #19         | 惨劇の森               | 高橋龍也       | 名和宗則          | 名和宗則          | 小島彰 山内則康 酒井秀基 中嶋美子 柴田篤史 日高真由美 馬場一樹 佐藤このみ 福永智子                                                |
| #20         | 停滞のその先へ         | あおしまたかし | 江畑諒真          | 中山敦史          | 菊地康仁 横井秀章 藤川太 小菅和久 斎藤寛 石井かおり                                                                               |
| #21         | 再会                   | あおしまたかし | 江口大輔          | 江口大輔          | 小島彰 青野厚司 八木澤修平 福永智子 日高真由美 中島美子 石井かおり 柴田篤史 酒井秀基                                              |
| #22         | 暗闘                   | 伊神貴世       | こでらかつゆき    | 森義博            | 山内則康 小林利充 |
| #23         | 篝火を追うもの         | 高橋龍也       | 村山公輔          | 村山公輔          | 竹本未希 八木澤修平 柴田篤史 石井かおり 中島美子 日高真由美 関口雅浩 福永智子 酒井秀基 佐藤このみ 小島彰                          |
| #24         | 君と叶えた約束         | あおしまたかし | 小島正士          | 間島崇寛 中山敦史 | 酒井秀基 日高真由美 八木澤修平 小島彰 竹本未希 柴田篤史 関口雅浩 横井秀章 小菅和久 菊地康仁 石井かおり 福永智子                   |

### 放送局
| 放送期間               | 放送時間                     | 放送局       | 対象地域   | 備考                               |
| ---------------------- | ---------------------------- | ------------ | ---------- | ---------------------------------- |
| 2016年7月2日 - 9月24日 | 土曜 23:30 - 日曜 0:00       | TOKYO MX     | 東京都     | 製作参加                           |
|                        |                              | BS11         | 全国放送   | 製作参加 / BS放送 / 『ANIME+』枠   |
|                        |                              | 群馬テレビ   | 群馬県     |                                    |
|                        |                              | とちぎテレビ | 栃木県     |                                    |
| 2016年7月3日 - 9月25日 | 日曜 1:58 - 2:28（土曜深夜） | 毎日放送     | 近畿広域圏 | 製作参加 / 『アニメシャワー』第1部 |
| 2016年7月8日 - 9月30日 | 金曜 21:30 - 22:00           | AT-X         | 日本全域   | CS放送 / リピート放送あり          |

| 配信期間               | 配信時間        | 配信サイト                                       |
| ---------------------- | --------------- | ------------------------------------------------ |
| 2016年7月3日 - 9月25日 | 日曜 22:30 更新 | ニコニコチャンネル                               |
| 2016年7月4日 - 9月26日 | 月曜 12:00 更新 | バンダイチャンネル / ひかりTV / ビデオマーケット |

| 放送期間                | 放送時間                     | 放送局       | 対象地域   | 備考                               |
| ----------------------- | ---------------------------- | ------------ | ---------- | ---------------------------------- |
| 2017年1月14日 - 3月25日 | 土曜 23:30 - 日曜 0:00       | TOKYO MX     | 東京都     | 製作参加                           |
|                         |                              | BS11         | 日本全域   | 製作参加 / BS放送 / 『ANIME+』枠   |
|                         |                              | 群馬テレビ   | 群馬県     |                                    |
|                         |                              | とちぎテレビ | 栃木県     |                                    |
| 2017年1月15日 - 3月26日 | 日曜 2:28 - 2:58（土曜深夜） | 毎日放送     | 近畿広域圏 | 製作参加 / 『アニメシャワー』第2部 |
| 2017年1月20日 - 3月31日 | 金曜 22:30 - 23:00           | AT-X         | 日本全域   | CS放送 / リピート放送あり          |

### BD / DVD
| 巻 | 発売日         | 収録話          | 規格品番      | 規格品番      |
| 巻 | 発売日         | 収録話          | BD限定版      | DVD限定版     |
| -- | -------------- | --------------- | ------------- | ------------- |
| 1  | 2016年9月28日  | 第1話           | ANZX-13501/2  | ANZB-13501/2  |
| 2  | 2016年10月26日 | 第2話 - 第3話   | ANZX-13503/4  | ANZB-13503/4  |
| 3  | 2016年11月23日 | 第4話 - 第5話   | ANZX-13505/6  | ANZB-13505/6  |
| 4  | 2016年12月21日 | 第6話 - 第7話   | ANZX-13507/8  | ANZB-13507/8  |
| 5  | 2017年1月25日  | 第8話 - 第9話   | ANZX-13509/10 | ANZB-13509/10 |
| 6  | 2017年2月22日  | 第10話 - 第11話 | ANZX-13511/2  | ANZB-13511/2  |
| 7  | 2017年3月22日  | 第12話 - 第13話 | ANZX-13513/4  | ANZB-13513/4  |
| 8  | 2017年4月26日  | 第14話 - 第15話 | ANZX-13515/6  | ANZB-13515/6  |
| 9  | 2017年5月24日  | 第16話 - 第17話 | ANZX-13517/8  | ANZB-13517/8  |
| 10 | 2017年6月28日  | 第18話 - 第19話 | ANZX-13519/20 | ANZB-13519/20 |
| 11 | 2017年7月26日  | 第20話 - 第21話 | ANZX-13521/2  | ANZB-13521/2  |
| 12 | 2017年8月23日  | 第22話 - 第23話 | ANZX-13523/4  | ANZB-13523/4  |
| 13 | 2017年9月27日  | 第24話          | ANZX-13525/6  | ANZB-13525/6  |

| TOKYO MX / BS11 ANIME+ 土曜 23:30 - 日曜 0:00（土曜深夜） | TOKYO MX / BS11 ANIME+ 土曜 23:30 - 日曜 0:00（土曜深夜） | TOKYO MX / BS11 ANIME+ 土曜 23:30 - 日曜 0:00（土曜深夜） |
| 前番組                                                    | 番組名                                                    | 次番組                                                    |
| --------------------------------------------------------- | --------------------------------------------------------- | --------------------------------------------------------- |
| キズナイーバー （2016年4月9日 - 6月25日）                 | Rewrite（1stシーズン） （2016年7月2日 - 9月24日）         | WWW.WORKING!! （2016年10月1日 - 12月24日）                |
| WWW.WORKING!! （2016年10月1日 - 12月24日）                | Rewrite（2ndシーズン） （2017年1月14日 - 3月25日）        | Re:CREATORS （2017年4月9日 - 9月16日）                    |
| 毎日放送 アニメシャワー 第1部                             |                                                           |                                                           |
| 田中くんはいつもけだるげ ※製作参加                        | Rewrite（1stシーズン）                                    | うたの☆プリンスさまっ♪ マジLOVEレジェンドスター           |
| 毎日放送 アニメシャワー 第2部                             |                                                           |                                                           |
| ViVid Strike! ※UHFアニメ                                  | Rewrite（2ndシーズン）                                    | 月がきれい ※製作参加                                      |

## 関連商品

### 漫画
Rewrite：SIDE-B
東条さかな作画。『電撃G's magazine』2010年10月号から2014年5月号まで連載。『電撃G'sコミック』2014年6月号から2015年7月号まで連載。単行本は全8巻。
1. 2011年4月27日発売、ISBN 978-4-04-870526-4
2. 2011年12月17日発売、ISBN 978-4-04-886175-5
3. 2012年7月27日発売、ISBN 978-4-04-886724-5
4. 2013年1月26日発売、ISBN 978-4-04-891288-4
5. 2013年7月27日発売、ISBN 978-4-04-891773-5
6. 2014年3月27日発売、ISBN 978-4-04-866355-7
7. 2014年11月27日発売、ISBN 978-4-04-869015-7
8. 2015年7月27日発売、ISBN 978-4-04-865282-7

Rewrite：SIDE-R
川上修一作画。『月刊コミック電撃大王』2011年4月号から2013年9月号まで連載。単行本は全5巻。
1. 2011年6月27日発売、ISBN 978-4-04-870626-1
2. 2011年12月17日発売、ISBN 978-4-04-886172-4
3. 2012年5月26日発売、ISBN 978-4-04-886647-7
4. 2012年9月27日発売、ISBN 978-4-04-891020-0
5. 2013年10月26日発売、ISBN 978-4-04-866014-3

Rewrite オカ研へようこそ！
夜野みるら作画。『まんが4コマぱれっと』2011年6月号から2014年4月号まで連載。単行本は全2巻。
1. 2012年7月21日発売、ISBN 978-4-7580-8153-5
2. 2014年8月22日発売、ISBN 978-4-7580-8216-7

Rewrite 〜OKA☆KENぶろぐ〜
ひづき夜宵作画。『電撃G's Festival! COMIC』2011年12月号から2013年6月号まで連載。単行本は全2巻。
1. 2012年7月27日発売、ISBN 978-4-04-886725-2
2. 2013年7月27日発売、ISBN 978-4-04-891693-6

Rewrite：SIDE-TERRA
ZEN作画。『電撃G'sコミック』2016年11月号から2018年9月号まで連載。単行本は全4巻。
1. 2016年9月27日発売、ISBN 978-4-04-892360-6
2. 2017年3月27日発売、ISBN 978-4-04-892854-0
3. 2017年12月16日発売、ISBN 978-4-04-893497-8
4. 2018年9月25日発売、ISBN 978-4-04-912071-4

### インターネットラジオ
インターネットラジオ『ラジオRewrite 月刊テラ・風祭学院支局』が、響 - HiBiKi Radio Stationと音泉で2011年5月27日から2012年9月28日まで同時配信されていた。

### パチンコ
- P Rewrite（2019年4月、西陣）[62]

### クロスオーバーアニメ
かぎなど
2021年10月から放送されているテレビアニメ。keyの歴代作品が共演するクロスオーバー作品。
本作のキャラクターが登場する。